# قطر
قَطَر (عربی: قطر: [ˈqatˤar]؛ تلفظ بومی محلی: [ˈɡɪtˤɑr])، با نام رسمی دولت قطر، کشوری در غرب آسیا است که در شمال شرقی شبه‌جزیرهٔ عربستان قرار دارد و تنها با عربستان سعودی مرز زمینی مشترک دارد و توسط خلیج فارس احاطه شده‌است. پایتخت این کشور دوحه است که بیش از ۸۵ درصد جمعیت کشور را در خود جای داده‌است. بیشترین درازای کشور قطر بر مبنای داده‌های جغرافیایی ۱۶۰ کیلومتر مربع است.
در اوایل سال ۲۰۱۷، کل جمعیت قطر ۲٫۶ میلیون نفر بود: ۳۱۳٫۰۰۰ تن شهروند قطری و ۲٫۳ میلیون نفر مهاجر. از نظر درآمد سرانه، چهارمین کشور قدرتمند بر پایهٔ سرانهٔ تولید ناخالص داخلی، و ششمین کشور بر پایهٔ سرانهٔ درآمد ناخالص ملی است. قطر توسط سازمان ملل متحد به عنوان کشوری با توسعهٔ انسانی بسیار بالا طبقه‌بندی شده‌است و دارای سومین رتبهٔ برتر شاخص توسعهٔ انسانی در جهان عرب است. اقتصاد قطر اقتصادی با درآمد بالا است که سومین ذخایر بزرگ گاز طبیعی جهان را در اختیار دارد. قطر بزرگ‌ترین صادرکنندهٔ گاز طبیعی مایع و بزرگ‌ترین تولیدکننده دی‌اکسید کربن در جهان است.
در سال ۱۸۶۸ معاهده‌ای میان محمد بن ثانی آل ثانی با بریتانیایی‌ها امضا شد که طبق آن، بریتانیا جدایی قطر را به رسمیت شناخت و از آن پس تا کنون این کشور به عنوان یک سلطنت موروثی توسط خاندان ثانی اداره شده‌است. پس از دوران امپراتوری عثمانی، قطر در اوایل سدهٔ بیستم تحت‌الحمایهٔ بریتانیا قرار گرفت تا اینکه در سال ۱۹۷۱ به استقلال رسید. امیر کنونی این کشور تمیم بن حمد آل ثانی است که تقریباً اختیار کامل اجرایی و قانونگذاری را در اختیار دارد و بنا بر قانون اساسی قطر کنترل قوهٔ قضاییه نیز برعهدهٔ اوست.  انتصاب نخست‌وزیر و کابینه نیز توسط امیر انجام می‌شود. مجلس شورای قطر که بخشی از اعضای آن انتخابی است و بخشی دیگر توسط امیر منصوب می‌شوند، توانایی قانونگذاری محدود و همچنین عزل وزرا را دارد.
در قرن بیست‌ویکم، قطر به‌عنوان یک قدرت مهم در جهان عرب ظاهر شد. این امر از طریق منابع عظیم مالی و همچنین گروه رسانه‌ای در حال گسترش جهانی خود، مانند الجزیره محقق شد. بنا بر برخی گزارش‌ها، قطر به برخی از گروه‌های فعال در بهار عربی کمک مالی کرده بود. قطر به عنوان یک قدرت متوسط شناخته شده‌است. جام جهانی فوتبال ۲۰۲۲ در قطر برگزار شد و این کشور را به نخستین کشور مسلمان و عربی که میزبان این رویداد است تبدیل کرد. بازی‌های آسیایی ۲۰۳۰ نیز در قطر برگزار خواهد شد.
دین رسمی این کشور اسلام و زبان رسمی آن زبان عربی است و از زبان انگلیسی معمولاً به عنوان زبان دوم استفاده می‌شود. واحد پول قطر ریال و مساحت آن ۱۱٬۴۹۳ کیلومتر مربع است.

## ریشه‌شناسی نام
پلینیوس، نویسندهٔ رومی، نخستین گزارش مربوط به ساکنان این شبه‌جزیره در حدود اواسط سدهٔ یکم میلادی را مستند کرده‌است و از آنها به عنوان "Catharrei" یاد می‌کند، نامی که ممکن است از نام یک سکونتگاه محلی برجسته گرفته شده‌باشد. / یک سده بعد، بطلمیوس نخستین نقشهٔ شناخته‌شده را برای نشان دادن شبه جزیره تهیه کرد و از آن تحت عنوان Catara یاد کرد. این نقشه همچنین به شهری به نام "Cadara" در شرق شبه جزیره اشاره داشت. اصطلاح 'Catara' (ساکنان، Cataraei) به‌طور انحصاری تا سدهٔ هجدهم استفاده می‌شد، پس از آن 'Katara' به عنوان رایج‌ترین املای شناخته‌شده ظاهر شد. در نهایت، پس از چندین تغییر - 'Katr', 'Kattar' and 'Guttur' - مشتق مدرن قطر به عنوان نام کشور پذیرفته شد.
در عربی نوین معیار، این نام به صورت [ˈqɑtˤɑr] تلفظ می‌شود، درحالیکه در عربی خلیجی [ˈɡitˤar] است.

## تاریخ

### دورهٔ باستان

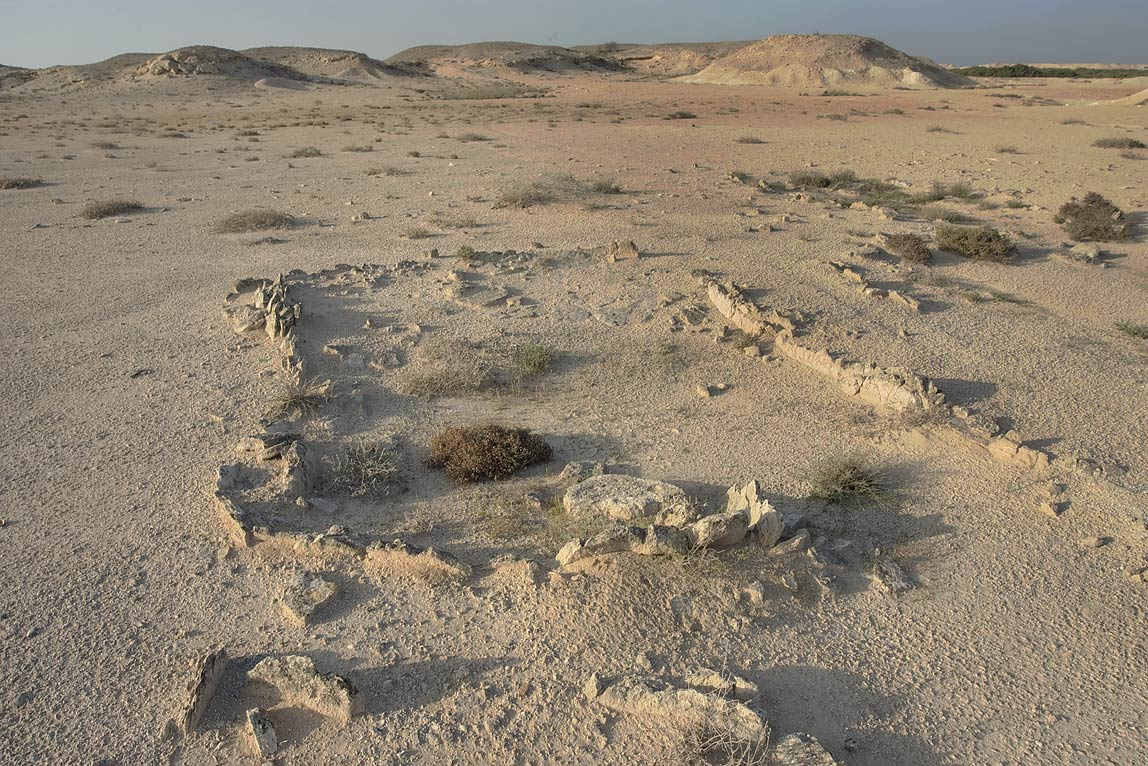
محوطهٔ باستان‌شناختی کاسیان در جزیرهٔ الخور

قدمت سکونت انسان در قطر به ۵۰٫۰۰۰ سال پیش بازمی‌گردد. سکونتگاه‌ها و ابزارهایی که قدمت آنها به دوران عصر سنگ می‌رسد در شبه‌جزیره کشف شده‌اند. آثار باستانی بین‌النهرینی مربوط به دورهٔ عبید (حدود ۶۵۰۰ تا ۳۸۰۰ پیش از میلاد) در سکونتگاه‌های ساحلی متروک کشف شده‌اند. دعسه، سکونتگاهی واقع در سواحل غربی قطر، مهم‌ترین مکان عبیدی در این کشور است و گمان می‌رود که یک اردوگاه فصلی کوچک را در خود جای داده بود.
آثار بابلی کاسیان که قدمت آنها به هزارهٔ دوم پیش از میلاد می‌رسد در جزیرهٔ الخور کشف شده‌اند، و گواهی هستند بر روابط تجاری بین ساکنان قطر و کاسی‌ها در بحرین امروزی. در میان یافته‌ها، ۳٫۰۰۰٬۰۰۰ صدف حلزون خردشده و سفال‌های کاسی وجود داشت.

مازون یکی از استان‌های شاهنشاهی ساسانی

در سال ۲۲۴ میلادی، شاهنشاهی ساسانی کنترل مناطق اطراف خلیج فارس را به دست آورد. قطر در فعالیت تجاری ساسانیان نقشی مهم ایفا کرد و دستکم دو کالا را ارائه می‌داد: مروارید و رزانهٔ ارغوانی. در دورهٔ شاهنشاهی ساسانی، بسیاری از ساکنان عربستان شرقی به دنبال ترویج دین مسیحی به سمت شرق توسط مسیحیان بین‌النهرین با مسیحیت آشنا شدند. در این دوره صومعه‌هایی ساخته شد و سکونتگاه‌های بیشتری در این دوران تأسیس گردید. در اواخر دورهٔ مسیحیت، قطر منطقه‌ای را تشکیل می‌داد که به «بث قطریه» (در سریانی به معنای «خانهٔ قطری‌ها») معروف بود. البته این منطقه به قطر فعلی محدود نمی‌شد و شامل بحرین، جزیره تاروت، الخط و احساء نیز می‌شد.
محمد در سال ۶۲۸ فرستاده‌ای مسلمان نزد حاکمی در شرق عربستان به نام منذر بن ساوی فرستاد و از او و رعایایش خواست که اسلام را بپذیرند. منذر درخواست او را اجابت کرد و بر این اساس بیشتر قبایل عرب منطقه به اسلام گرویدند. در اواسط همین سده، حمله اعراب به ایران منجر به سقوط شاهنشاهی ساسانی شد.

### دورهٔ اسلامی (۶۶۱–۱۷۸۳)

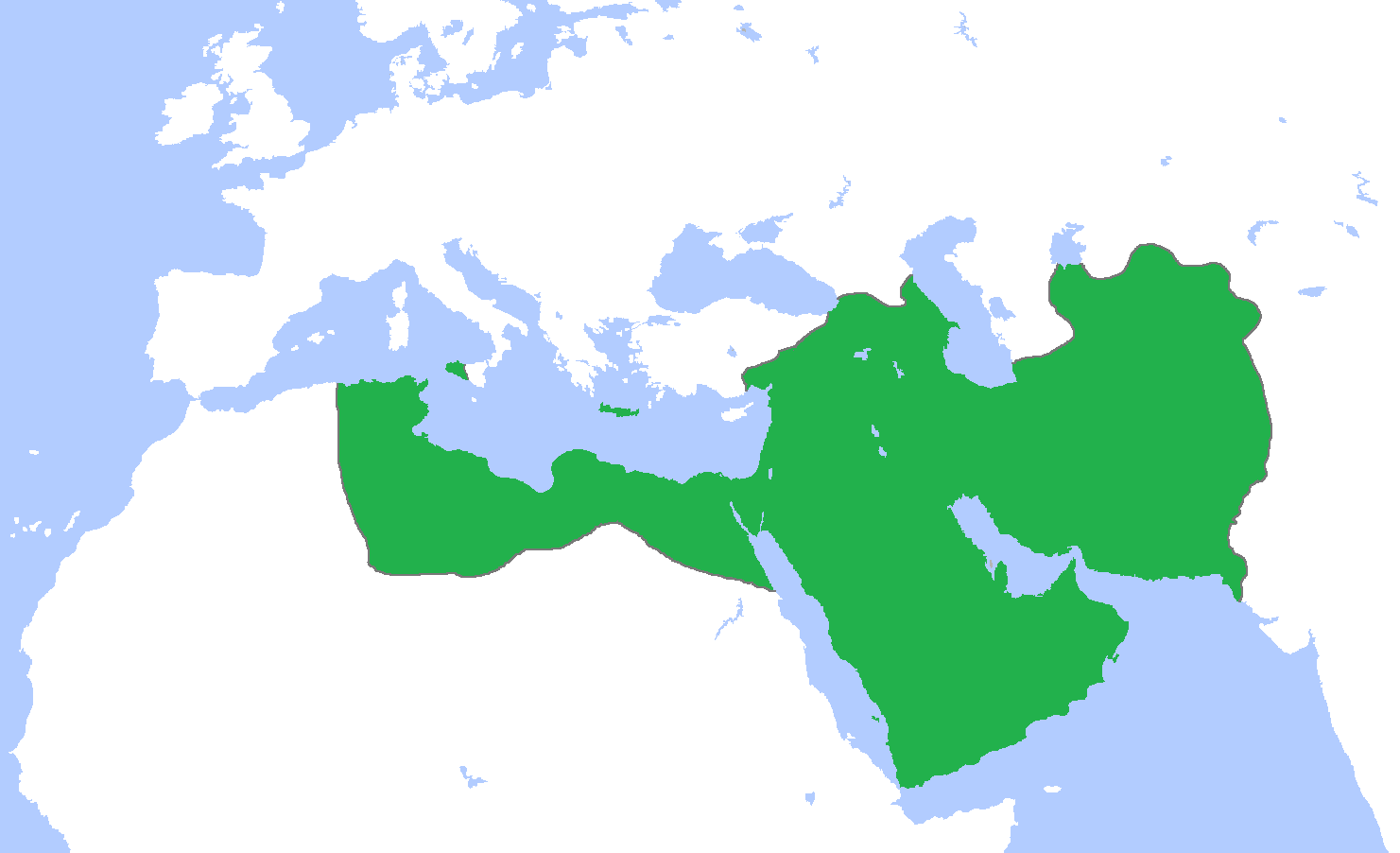
خلافت عباسی در گسترده‌ترین حالت خود، حدود سال ۸۵۰.

قطر در دورهٔ امویان مرکز معروف پرورش اسب و شتر بود. در سدهٔ هشتم از موقعیت استراتژیک تجاری خود در خلیج فارس بهره برد و به مرکز تجارت مروارید تبدیل شد.
توسعهٔ چشمگیری در صنعت مرواریدسازی در اطراف شبه‌جزیرهٔ قطر در دوران عباسیان رخ داد. کشتی‌هایی که از بصره به هند و چین سفر می‌کردند در این مدت در بنادر قطر توقف داشتند. ظروف چینی، سکه‌های غرب آفریقا و آثار باستانی تایلند در قطر کشف شده‌اند. بقایای باستان‌شناسی از آثار مربوط به سدهٔ نهم نشان می‌دهد که ساکنان قطر برای ساختن خانه‌ها و ساختمان‌های عمومی از مصالح با کیفیتی استفاده می‌کردند. در این دوره بیش از ۱۰۰ خانهٔ سنگی، دو مسجد و یک قلعهٔ عباسی در مرواب ساخته شد. زمانی که قدرت خلافت در عراق کاهش یافت، در قطر نیز خلافت از رونق افتاد.
قطر در کتاب محقق مسلمان سدهٔ سیزدهم یاقوت حموی به نام معجم‌البلدان ذکر شده‌است که به خرقه‌های بافتهٔ راه‌راه و ظریف قطری‌ها و مهارت‌های آنها در بهبود و تکمیل نیزه اشاره دارد.
بخش اعظم عربستان شرقی در سال ۱۲۵۳ تحت کنترل عصفوریان بود، اما ملوک هرمز در سال ۱۳۲۰ کنترل این منطقه را به دست گرفتند. مروارید قطر یکی از منابع اصلی درآمد پادشاهی بود. در سال ۱۵۱۵ مانوئل یکم، پادشاه پرتغال پادشاهی هرمز را تحت سلطهٔ خود درآورد. پرتغال در سال ۱۵۲۱ بخش چشمگیری از عربستان شرقی را تصرف کرد. در سال ۱۵۵۰ ساکنان احساء داوطلبانه تسلیم حکومت عثمانی شدند و آنها را بر پرتغالی‌ها ترجیح دادند. با حفظ حضور نظامی ناچیز در این منطقه، عثمانی‌ها توسط قبیلهٔ بنی‌خالد در سال ۱۶۷۰ بیرون رانده شدند.

### حکومت بحرینی و سعودی (۱۷۸۳–۱۸۶۸)

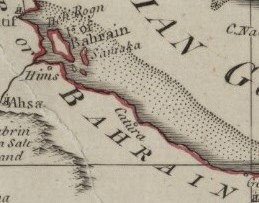
نقشه‌ای مربوط به سال ۱۷۹۴ که به کَتورهَ در سرزمین بحرین اشاره دارد.

در سال ۱۷۶۶ اعضای خانوادهٔ آل‌خلیفه از کنفدراسیون قبایلی بنی عتبه از کویت به الزباره در قطر مهاجرت کردند. بنی خالد در زمان ورودشان قدرت ضعیفی بر شبه‌جزیره داشتند، علی‌رغم این واقعیت که بزرگ‌ترین روستا توسط خویشاوندان دور آنها اداره می‌شد. در سال ۱۷۸۳ قبایل بنی عتبه مستقر در قطر و قبایل عرب متحد به آنها حمله کردند و بحرین را از ایرانیان گرفتند. آل خلیفه اقتدار خود را بر بحرین تحمیل کرد و صلاحیت خود را بر زبره حفظ کرد.

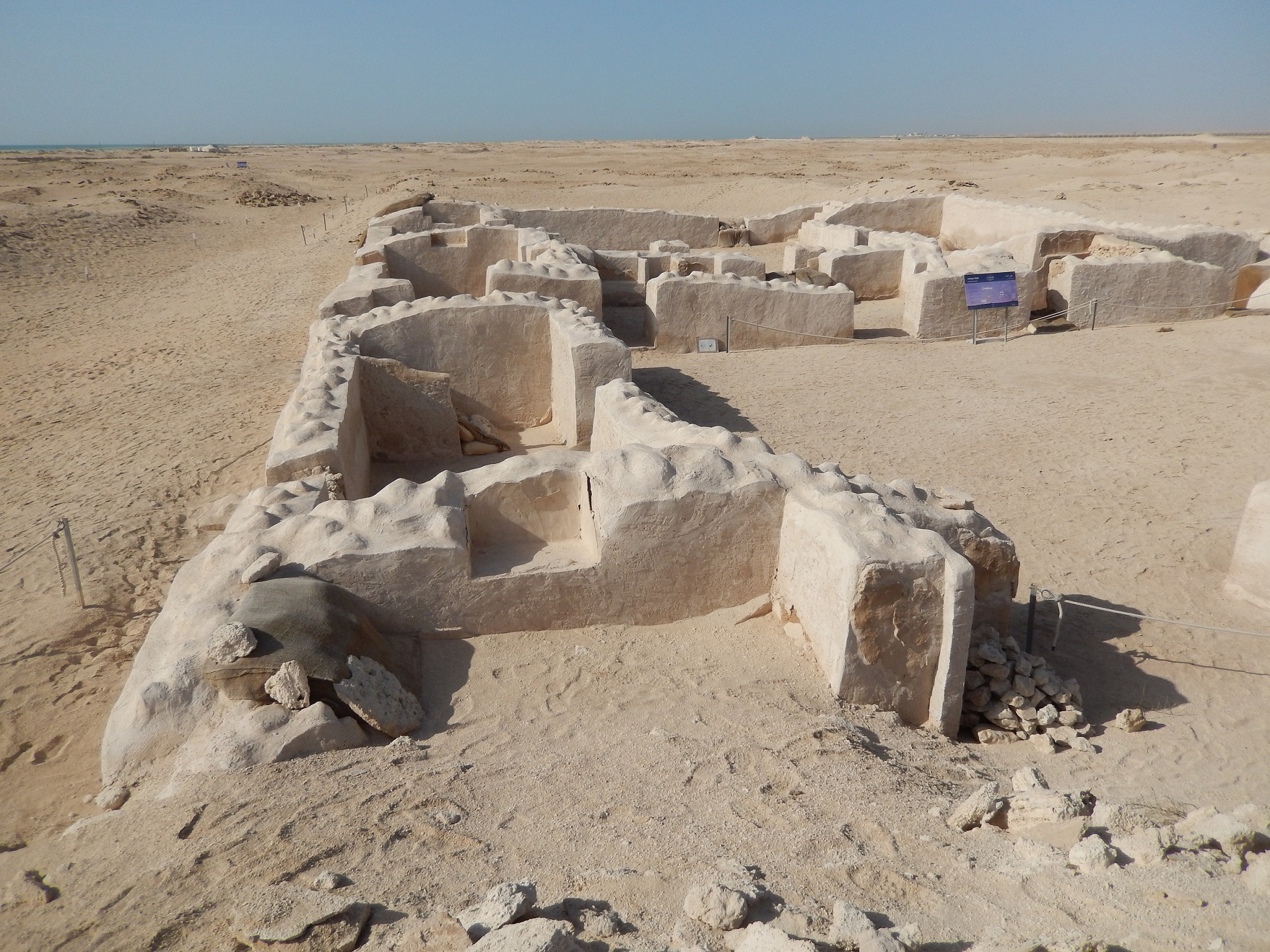
بخشی نیمه‌بازسازی‌شده از شهر ویران‌شدهٔ الزباره

پس از سوگند خوردن سعود بن عبدالعزیز به عنوان ولیعهد عربستان سعودی در سال ۱۷۸۸ وی برای گسترش قلمروی خویش به سمت شرق به سمت خلیج فارس و قطر حرکت کرد. پس از شکست بنی خالد در سال ۱۷۹۵ سعودی‌ها در دو جبهه مورد حمله قرار گرفتند. عثمانی‌ها و مصری‌ها به جبهه غربی حمله کردند، درحالیکه آل خلیفه در بحرین و عمان به جبههٔ شرقی حمله کردند. امیر سعودی پس از اطلاع از پیشروی مصر در مرزهای غربی در سال ۱۸۱۱ نیروهای خود در بحرین و الزباره را کاهش داد تا نیروهای خود را مجدداً مستقر کند. سعید بن سلطان، حاکم مسقط، از این فرصت استفاده کرد و به پادگان‌های وهابی‌ها در ساحل شرقی حمله کرد و قلعهٔ زبره را به آتش کشید. آل‌خلیفه پس از آن عملاً به قدرت بازگردانده شدند.
به عنوان مجازات برای دزدی دریایی، کشتی کمپانی هند شرقی بریتانیا در سال ۱۸۲۱ دوحه را بمباران کرد و شهر را ویران گرداند و در پی آنصدها نفر از ساکنان مجبور به فرار شدند. در سال ۱۸۲۵ حکومت آل ثانی با رهبری شیخ محمد بن ثانی آل ثانی به عنوان نخستین رهبر قطر تشکیل شد.
اگرچه قطر یکی از قلمروهای وابستهٔ بحرین به حساب می‌آمد، آل خلیفه با مخالفت قبایل محلی مواجه شد. در سال ۱۸۶۷ آل خلیفه به همراه حاکم ابوظبی نیروی دریایی عظیمی را برای سرکوب شورشیان قطری به الوکره فرستاد. این امر منجر به جنگ دریایی قطر و بحرین در ۱۸۶۷–۱۸۶۸ شد که در آن نیروهای بحرین و ابوظبی، دوحه و الوکره را غارت کردند. خصومت‌های بحرین نقض آتش‌بس دائمی صلح و دوستی در سال ۱۸۶۱ بود. تهاجم مشترک، علاوه بر ضدحملهٔ قطر، سرهنگ لوئیس پلی مقیم سیاسی بریتانیا را بر آن داشت تا توافقی را در سال ۱۸۶۸ منعقد کند. مأموریت او در بحرین و قطر و پیمان صلح حاصل از آن نقطهٔ عطفی بود، زیرا آنها به‌طور ضمنی تمایز قطر از بحرین را به رسمیت شناختند و صریحاً موقعیت محمد بن ثانی را تصدیق کردند. پلی علاوه بر محکوم کردن بحرین به دلیل نقض توافق، با شیوخ قطری که محمد بن ثانی نمایندهٔ آنها بودند مذاکره کرد. این مذاکرات نخستین مرحله در توسعهٔ قطر به عنوان یک شیخ‌نشین بود. با این حال، قطر تا سال ۱۹۱۶ به‌طور رسمی به عنوان تحت‌الحمایهٔ بریتانیا به رسمیت شناخته نشد.

### دوران عثمانی (۱۸۷۱–۱۹۱۵)

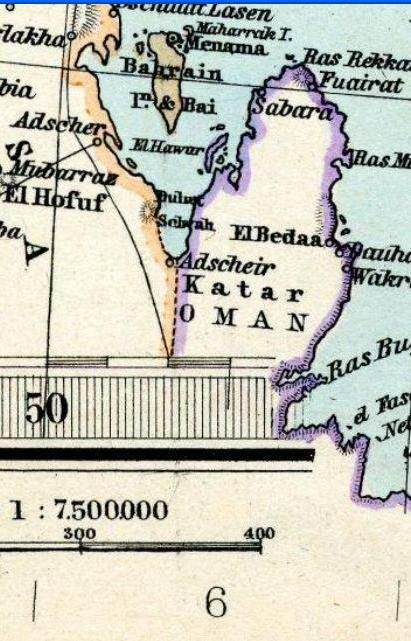
قطر در نقشهٔ آدولف اشتیلر در ۱۸۹۱

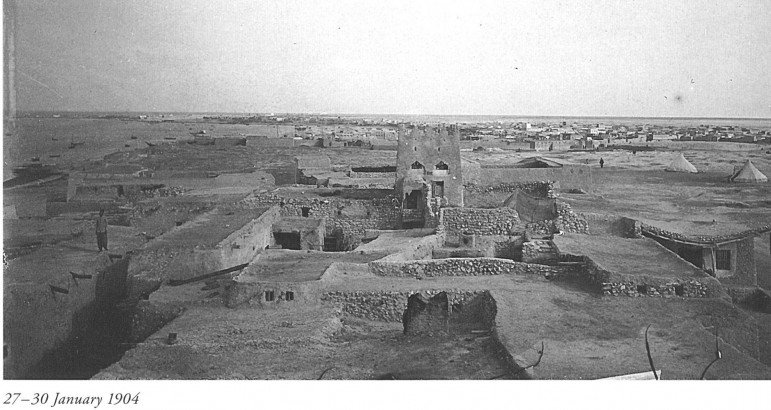
شهر قدیم دوحه، ژانویهٔ ۱۹۰۴.

طایفهٔ حاکم آل ثانی تحت فشار نظامی و سیاسی فرماندار عثمانی ولایت بغداد، مدحت پاشا در سال ۱۸۷۱ تسلیم حکومت عثمانی شدند. دولت عثمانی اقدامات اصلاحی (تنظیمات) را در مورد مالیات و ثبت اراضی برای ادغام کامل این مناطق در امپراتوری اعمال کرد. علی‌رغم مخالفت قبایل محلی، آل ثانی به حمایت از حکومت عثمانی ادامه داد. با این حال، روابط قطر و عثمانی به زودی دچار رکود شد و در سال ۱۸۸۲ هنگامی که عثمانی‌ها از کمک به آل ثانی در لشکرکشی او به خور العدید خودداری کردند، با شکست‌های بیشتری مواجه شدند. علاوه بر این، عثمانی‌ها از محمد بن عبدالوهاب، تبعهٔ عثمانی، که در سال ۱۸۸۸ کوشید آل ثانی را به عنوان قائم‌مقام قطر جانشین کند، حمایت کردند. این در نهایت آل ثانی را به شورش علیه عثمانی‌ها کشاند که به اعتقاد آنها به دنبال غصب کنترل شبه‌جزیره بودند. او از مقام قائم‌مقام استعفا داد و در اوت ۱۸۹۲ مالیات پرداخت نکرد.
در فوریهٔ ۱۸۹۳، محمد حافظ پاشا به منظور به دست آوردن مالیات پرداخت‌نشده و مقابله با مخالفت جاسم بن محمد با اصلاحات اداری پیشنهادی عثمانی وارد قطر شد. جاسم از ترس اینکه با مرگ یا زندان مواجه شود، همراه با چندین تن از اعضای قبیلهٔ خود به سمت الوجبا عقب‌نشینی کرد (۱۶ کیلومتر یا ۱۰ مایل در غرب دوحه). درخواست محمد مبنی بر انحلال نیروها و عهد وفاداری به عثمانی‌ها با امتناع جاسم روبرو شد. در ماه مارس، محمد پاشا، برادر جاسم و ۱۳ تن از رهبران قبایل برجستهٔ قطری را در یک ناوچه سبک عثمانی به نام «مریخ» زندانی کرد. پس از اینکه محمد پیشنهاد آزادی اسیران را به مبلغ ۱۰٫۰۰۰ لیره رد کرد، به ستونی متشکل از ۲۰۰ سرباز دستور داد تا به فرماندهی یوسف افندی به سمت قلعهٔ الوجبا پیشروی کنند.
سربازان افندی مدت کوتاهی پس از رسیدن به الوجبا مورد تیراندازی شدید نیروهای چشمگیری از پیاده‌نظام و سواره نظام قطر قرار گرفتند. آنها به قلعهٔ شبکا بازگشتند و در آنجا دوباره مجبور شدند به واسطهٔ تهاجم قطر عقب‌نشینی کنند. پس از عقب‌نشینی آنها به قلعهٔ البیدا، ستون پیشروی جاسم قلعه را محاصره کرد که نتیجهٔ آن شکست عثمانی‌ها و توافق برای رها کردن اسیران در ازای عبور امن سواره نظام محمد پاشا از طریق زمین به هفوف شد. اگرچه قطر استقلال کامل از امپراتوری عثمانی به دست نیاورد، اما نتیجهٔ نبرد باعث شد معاهده‌ای منعقد شود که بعداً مبنای ظهور قطر به عنوان یک کشور خودمختار در داخل امپراتوری قرار گرفت.

### دورهٔ بریتانیا (۱۹۱۶–۱۹۷۱)

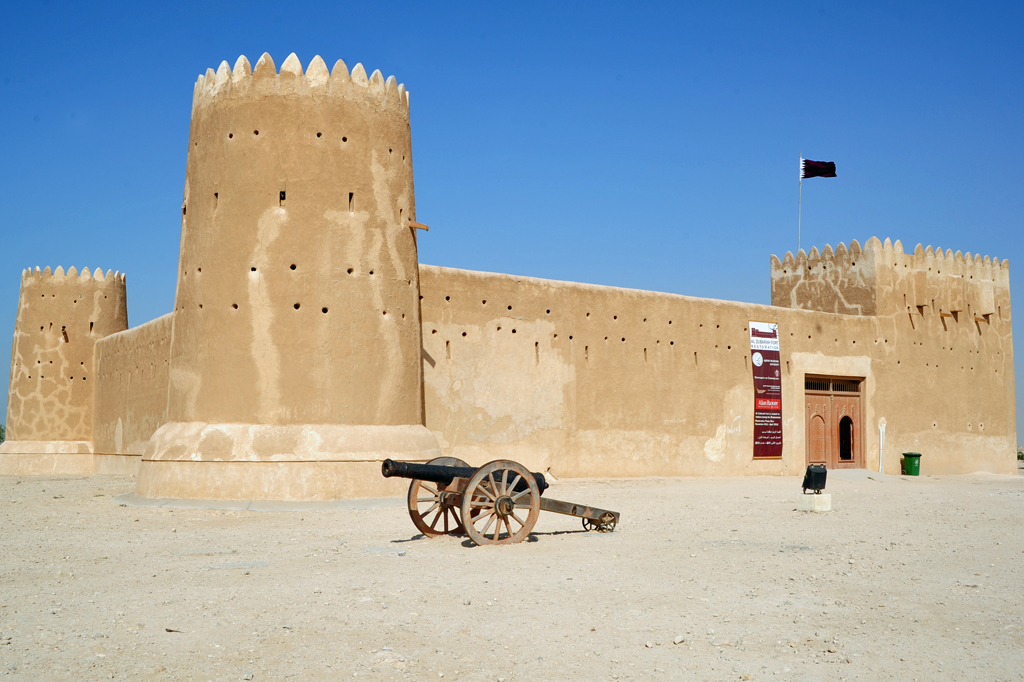
قلعهٔ زباره که در سال ۱۹۳۸ ساخته شد

در کنوانسیون ۱۹۱۳ انگلیس و عثمانی، عثمانی‌ها موافقت کردند که از ادعای خود بر قطر صرف نظر کنند و پادگان خود را از دوحه خارج نمایند. با این حال، با آغاز جنگ جهانی اول، هیچ کاری در این مورد انجام نشد و نیروهای نظامی در قلعهٔ دوحه باقی ماندند، اگرچه تعداد آنها کاهش یافت. در سال ۱۹۱۵ با حضور قایق‌های توپدار انگلیسی در بندر، عبدالله بن جاسم آل ثانی (که طرفدار انگلیس بود) بقیه را متقاعد کرد که قلعه را ترک کنند و هنگامی که نیروهای انگلیسی صبح روز بعد نزدیک شدند، آن را متروکه یافتند.
قطر در ۳ نوامبر ۱۹۱۶ تحت‌الحمایهٔ بریتانیا قرار گرفت، زمانی که بریتانیا پیمانی را با شیخ عبدالله بن جاسم آل ثانی امضا کرد تا قطر را تحت سیستم مدیریت واقعی قرار دهد. درحالیکه عبدالله موافقت کرد که بدون رضایت قبلی دولت بریتانیا با هیچ قدرت دیگری وارد رابطه نشود، بریتانیا حفاظت از قطر در برابر تجاوزات دریایی را تضمین کرد. عبدالله در ۵ مه ۱۹۳۵، ضمن توافق بر سر امتیاز نفت با شرکت نفت بریتانیا، شرکت نفت ایران و انگلیس، معاهدهٔ دیگری را با دولت بریتانیا امضا کرد که قطر را در برابر تهدیدات داخلی و خارجی حفاظت می‌کرد. ذخایر نفت نخستین بار در سال ۱۹۳۹ کشف شدند.

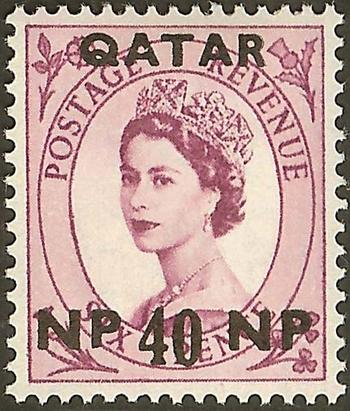
یک تمبر بریتانیایی از سری وایلدینگ که در ۱ آوریل ۱۹۵۷ منتشر شد و برای استفاده در قطر کاربرد داشت.

تمرکز منافع بریتانیا در قطر پس از جنگ جهانی دوم با استقلال هند، ایجاد پاکستان در سال ۱۹۴۷ و توسعهٔ نفت در قطر تغییر کرد. در سال ۱۹۴۹ انتصاب جان ویلتون، نخستین افسر سیاسی بریتانیا در دوحه، نشان‌دهندهٔ تقویت روابط انگلیس و قطر بود. صادرات نفت در سال ۱۹۴۹ آغاز شد و درحالیکه تجارت مروارید رو به کاهش بود، درآمدهای نفتی به منبع اصلی درآمد کشور تبدیل گردید. این درآمدها برای تأمین بودجهٔ توسعه و نوسازی زیرساخت‌های قطر استفاده شد. زمانی که بریتانیا در سال ۱۹۶۸ رسماً اعلام کرد که ظرف سه سال آینده از خلیج فارس خارج می‌شود، قطر برای ایجاد یک فدراسیون به مذاکرات با بحرین و هفت کشور دیگر ساحل آشتی پیوست. با این حال، اختلافات منطقه‌ای، قطر و بحرین را متقاعد کرد که از مذاکرات خارج شوند و دولت‌های مستقلی را ایجاد کنند.

### استقلال و پس از آن (۱۹۷۱–اکنون)
در ۳ نوامبر ۱۹۱۶، شیخ قطر با بریتانیا روابط قراردادی منعقد کرد. این معاهده، امور خارجی و دفاع را به بریتانیا واگذار می‌کرد، اما اجازهٔ استقلال داخلی را به قطر می‌داد. در ۳ سپتامبر ۱۹۷۱، آن «توافق معاهدهٔ ویژه» که «با مسئولیت کامل بین‌المللی به عنوان یک کشور مستقل و مجزا» ناسازگار بود پایان یافت.این امر بر اساس توافقی که بین حاکم قطر و دولت بریتانیا به دست آمد انجام شد.

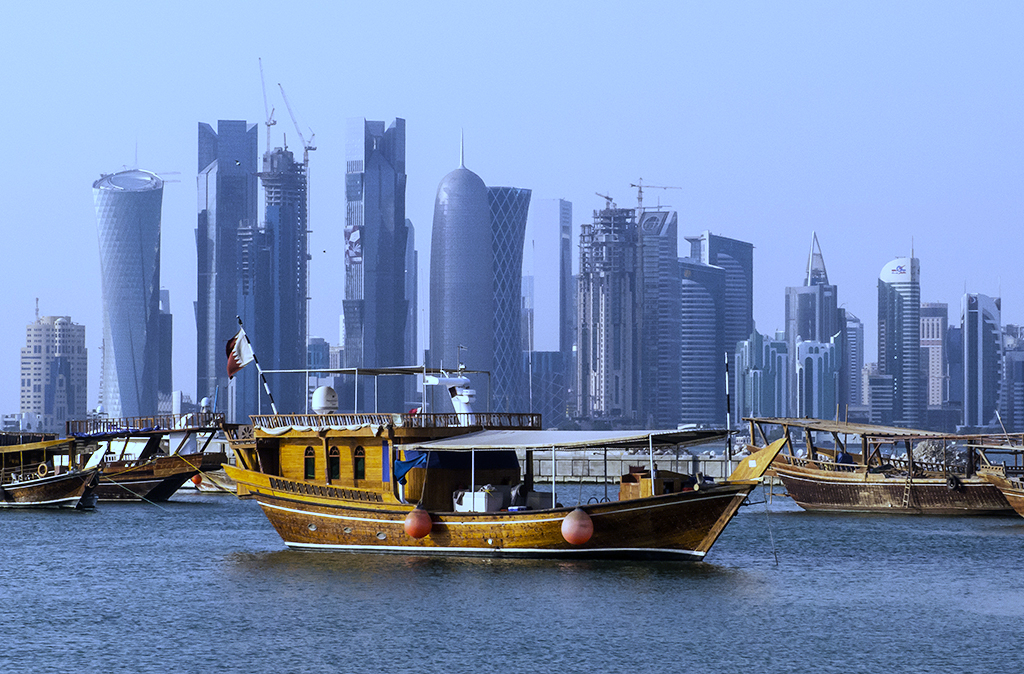
جهازهای سنتی در مقابل خط افق خلیج غربی که از کرنیش دوحه دیده می‌شود

در سال ۱۹۹۱ قطر نقش مهمی در جنگ خلیج فارس ایفا کرد. به‌ویژه در جریان نبرد خفجی که در آن تانک‌های قطری در خیابان‌های شهر حاضر شدند و از گارد ملی عربستان سعودی پشتیبانی آتش کردند، واحدهایی که با نیروی زمینی عراق درگیر بودند. قطر به نیروهای ائتلاف کانادا اجازه داد تا از این کشور به عنوان پایگاه برای پرتاب هواپیما در گشت‌زنی هوایی استفاده کنند و همچنین به نیروهای هوایی ایالات متحده و فرانسه اجازه داد تا در قلمروهایش عملیات کنند.
در سال ۱۹۹۵ امیر حمد بن خلیفه آل ثانی کنترل کشور را از پدرش خلیفه بن حمد آل ثانی با حمایت نیروهای مسلح و کابینه و همچنین کشورهای همسایه و فرانسه به دست گرفت. در زمان امیر حمد، قطر درجهٔ متوسطی از لیبرال‌سازی را تجربه کرد، از جمله راه‌اندازی شبکهٔ تلویزیونی الجزیره (۱۹۹۶)، تأیید حق رأی زنان در انتخابات شهرداری (۱۹۹۹)، تدوین نخستین پیش نویس قانون اساسی (۲۰۰۵) و افتتاح کلیسای کاتولیک رومی (۲۰۰۸). در سال ۲۰۱۰ قطر حق میزبانی جام جهانی فوتبال ۲۰۲۲ را به دست آورد، و این امر قطر را به نخستین کشور در خاورمیانه تبدیل می‌کند که برای میزبانی این مسابقات انتخاب شده‌است. امیر قطر از برنامه‌های قطر برای برگزاری نخستین انتخابات ملی قانونگذاری خود در سال ۲۰۱۳ خبر داد. این انتخابات قرار بود در نیمهٔ دوم سال ۲۰۱۳ برگزار شود، اما تا اکتبر ۲۰۲۱ به تعویق افتاد. شورای قانونگذاری برای نخستین بار در آوریل ۲۰۱۹ میزبان صد و چهلمین مجمع اتحادیه بین‌المجالس بود.
در سال ۲۰۰۳ قطر به عنوان مقر فرماندهی مرکزی ایالات متحده و یکی از پایگاه‌های اصلی هدایت حمله به عراق بود. در مارس ۲۰۰۵، در یک حملهٔ انتحاری، یک معلم بریتانیایی به نام جاناتان آدامز در تئاتر دوحه کشته شد. این ترور برای کشوری که قبلاً اقدامات تروریستی را تجربه نکرده بود، شوکه‌کننده بود. این بمب‌گذاری توسط عمر احمد عبدالله علی، یک مصری مقیم قطر که مظنون به ارتباط با سازمان القاعده در شبه‌جزیره عربستان بود انجام شد. در سال ۲۰۱۱ قطر به عملیات ناتو در لیبی پیوست و طبق گزارش‌ها به گروه‌های مخالف لیبی سلاح رساند. همچنین در خلالجنگ داخلی سوریه قطر یکی از تأمین‌کنندگان مالی گروه‌های مخالف دولت بود.
در ژوئن ۲۰۱۳، شیخ تمیم بن حمد آل ثانی امیر قطر شد. شیخ تمیم بهبود رفاه داخلی شهروندان را در اولویت قرار داده‌است که شامل ایجاد سیستم‌های بهداشتی و آموزشی پیشرفته و توسعهٔ زیرساخت‌های کشور برای آماده‌سازی برای میزبانی جام جهانی ۲۰۲۲ می‌شود.
قطر در مداخلهٔ نظامی در یمن به رهبری عربستان سعودی علیه جنبش حوثی‌ها و نیروهای وفادار به رئیس‌جمهور سابق علی عبدالله صالح، که در سال ۲۰۱۱ و در طی بهار عربی سرنگون شد شرکت کرد.
افزایش نفوذ قطر و نقش آن در طول بهار عربی، به ویژه در جریان قیام بحرین در سال ۲۰۱۱ تنش‌های طولانی مدت با عربستان سعودی، امارات متحدهٔ عربی، و بحرین را تشدید کرد. در ژوئن ۲۰۱۷، مصر، عربستان سعودی، امارات متحدهٔ عربی، و بحرین روابط دیپلماتیک‌شان با قطر را قطع کردند. این امر منجر به افزایش روابط اقتصادی و نظامی قطر با ترکیه و ایران شده‌است.
قطر از ۲۱ نوامبر تا ۱۸ دسامبر میزبان جام جهانی فوتبال ۲۰۲۲ خواهد بود که این امر آن را به نخستین کشور عربی تبدیل می‌کند که میزبان این رویداد بوده‌است.

## سیاست
قطر رسماً یک پادشاهی مشروطه است، اما اختیارات گسترده‌ای همچنان در دست امیر قرار دارند، و هم‌مرز با پادشاهی مطلقه است و توسط خانوادهٔ آل ثانی اداره می‌شود. سلسلهٔ آل ثانی از زمان تأسیس قبیله در سال ۱۸۲۵ بر قطر حکومت می‌کند. در سال ۲۰۰۳ قطر قانون اساسی‌اش را تصویب کرد که طی آن ۳۰ عضو از ۴۵ عضو مجلس قانونگذاری به‌طور مستقیم با رأی مردم انتخاب می‌شوند. قانون اساسی در یک همه‌پرسی با اکثریت قاطع تصویب شد و تقریباً ۹۸ درصد به آن موافق بودند.

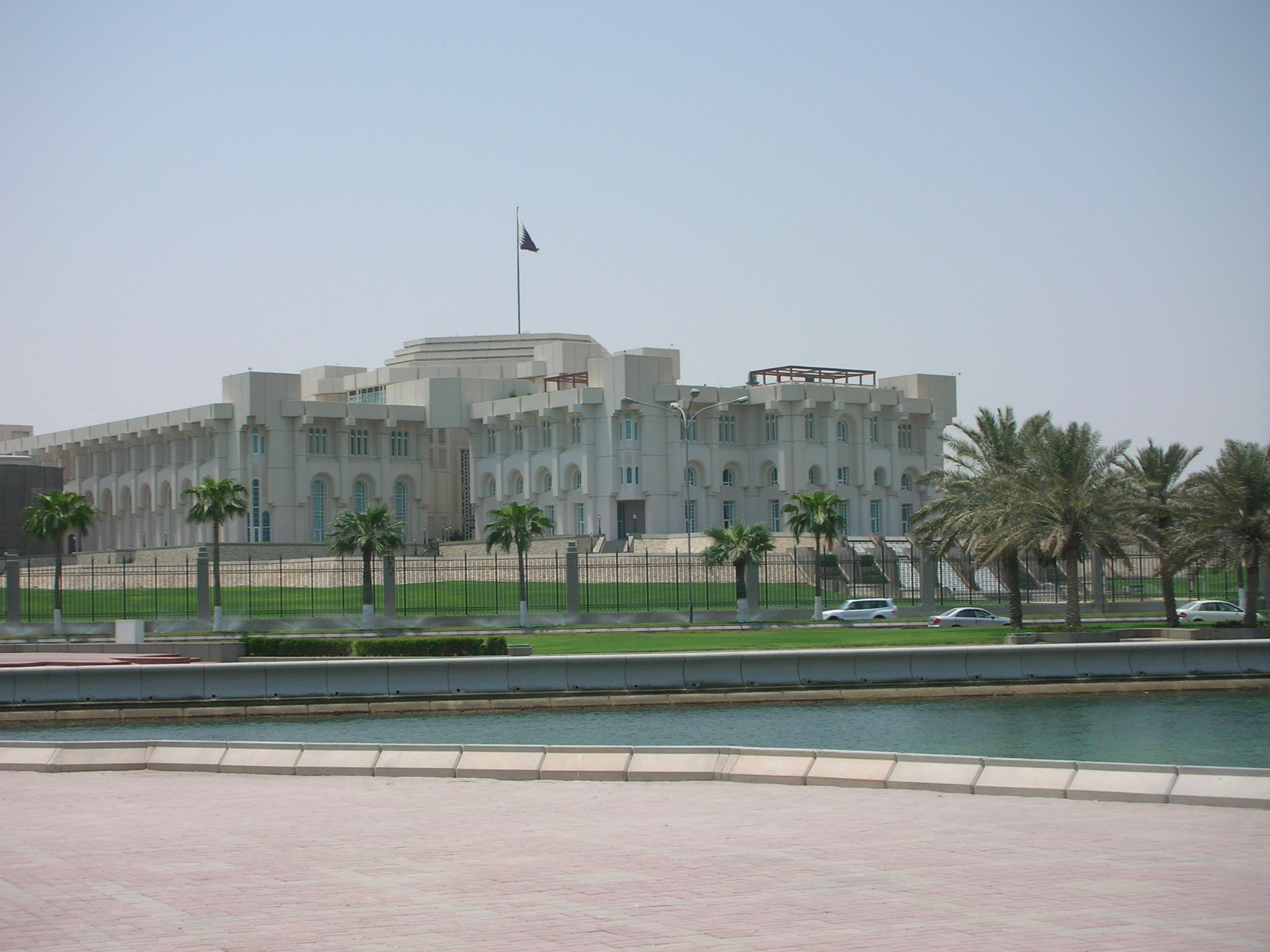
دیوان امیری قطر، دفتر اداری امیر قطر است

هشتمین امیر قطر تمیم بن حمد آل ثانی است که پدرش حمد بن خلیفه آل ثانی قدرت را در ۲۵ ژوئن ۲۰۱۳ به او سپرد. او اختیار انحصاری برای انتصاب نخست‌وزیر و وزرای کابینه را دارد که مجموعاً شورای وزیران را تشکیل می‌دهند که بالاترین مقام اجرایی در کشور است.
مجلس شورای قطر از ۳۰ عضو منتخب مردم و ۱۵ نفر منصوب امیر تشکیل شده‌است و می‌تواند با اکثریت نسبی جلوی قانون را بگیرد یا وزرا از جمله نخست‌وزیر را با دو سوم آرا عزل کند. نخستین انتخابات مجلس قطر پس از چندین بار تعویق، در اکتبر ۲۰۲۱ برگزار شد.
قانون قطر اجازهٔ تأسیس نهادهای سیاسی یا اتحادیه‌های کارگری را نمی‌دهد.

### قانون
طبق قانون اساسی، احکام اسلام منبع اصلی قوانین قطر است. اگرچه در عمل، نظام حقوقی قطر ترکیبی از قانون مدنی و شریعت اسلامی است. قوانین شرعی در مورد حقوق خانواده، ارث و چندین عمل مجرمانه (از جمله زنا، سرقت و قتل) اعمال می‌شود. در برخی موارد دادگاه خانواده مبتنی بر شریعت، ارزش شهادت یک زن را نصف شهادت یک مرد می‌دانند. قانون خانواده مدون در سال ۲۰۰۶ معرفی شد که طی آن تعدد زوجات مجاز است.
مجازات بدنی قضایی در قطر معمول است. شلاق‌زنی به عنوان مجازات برای مصرف مشروبات الکلی یا روابط جنسی نامشروع به کار می‌رود. مادهٔ ۸۸ قانون کیفری قطر مجازات زنا را ۱۰۰ ضربهٔ شلاق می‌داند و در سال ۲۰۰۶ یک زن فیلیپینی به این مجازات محکوم شد. در سال ۲۰۱۰، دستکم ۱۸ نفر (عمدتاً اتباع خارجی) به دلیل جرائم مربوط به «روابط جنسی غیرقانونی» یا مصرف الکل به مجازات شلاق بین ۴۰ تا ۱۰۰ ضربه محکوم شدند. در سال ۲۰۱۱ دستکم ۲۱ نفر (عمدتاً اتباع خارجی) به همین دلایل به ۳۰ تا ۱۰۰ ضربه شلاق محکوم شدند. و در سال ۲۰۱۲، شش تبعهٔ خارج از کشور به ۴۰ یا ۱۰۰ ضربه شلاق محکوم شدند.
سنگسار مجازاتی قانونی در قطر است و ارتداد و همجنس‌گرایی جرائمی هستند که مجازات آنها اعدام است. با این حال، تابحال مجازاتی برای این جرم‌ها اجرا نشده‌است. کفرگویی می‌تواند منجر به حداکثر هفت سال حبس شود. درحالیکه تبلیغات می‌تواند منجر به ۱۰ سال زندان شود.
مصرف الکل در قطر تا حدی قانونی است. برخی از هتل‌های لوکس پنج ستاره مجاز به فروش الکل به مشتریان غیر مسلمان خود هستند. مسلمانان مجاز به مصرف مشروبات الکلی نیستند و کسانی که در حال مصرف آن دستگیر شوند مستوجب شلاق یا تبعید هستند. مهاجران غیر مسلمان می‌توانند مجوز خرید الکل را برای مصرف شخصی دریافت کنند. شرکت توزیع قطر (یکی از شرکت‌های تابعهٔ هواپیمایی قطر) مجاز به واردات الکل و گوشت خوک است. این فروشگاه تنها محل فروش مشروب در کشور است که گوشت خوک را نیز به دارندگان مجوز مشروب عرضه می‌کند. مقامات قطری همچنین تمایل خود را برای مجاز کردن مشروبات الکلی در «مناطق هواداران» در جام جهانی فوتبال ۲۰۲۲ اعلام کرده‌اند.
تا سال ۲۰۱۱، رستوران‌های مروارید قطر (جزیره‌ای دست‌ساز در نزدیکی دوحه) مجاز به سرو نوشیدنی‌های الکلی بودند. اما در دسامبر ۲۰۱۱ به رستوران‌های مروارید گفته شد که فروش الکل را متوقف کنند. هیچ توضیحی برای ممنوعیت داده نشد، اگرچه گمانه‌زنی‌ها و شایعات مربوط به اختلاف مالی بین دولت و توسعه‌دهندگان استراحتگاه بود. ممنوعیت الکل بعداً برداشته شد.
در سال ۲۰۱۴ کمپین عفت راه‌اندازی شد تا به گردشگران قوانین حجاب این کشور را یادآوری کند. به گردشگران زن توصیه می‌شد در مکان‌های عمومی از شلوارهای ساق‌کوتاه، دامن کوتاه، لباس‌های بدون آستین یا لباس‌های کوتاه یا تنگ استفاده نکنند. به مردان هشدار داده شد که فقط شلوارک و کت و شلوار می‌توانند بپوشند.

### سیاست خارجی

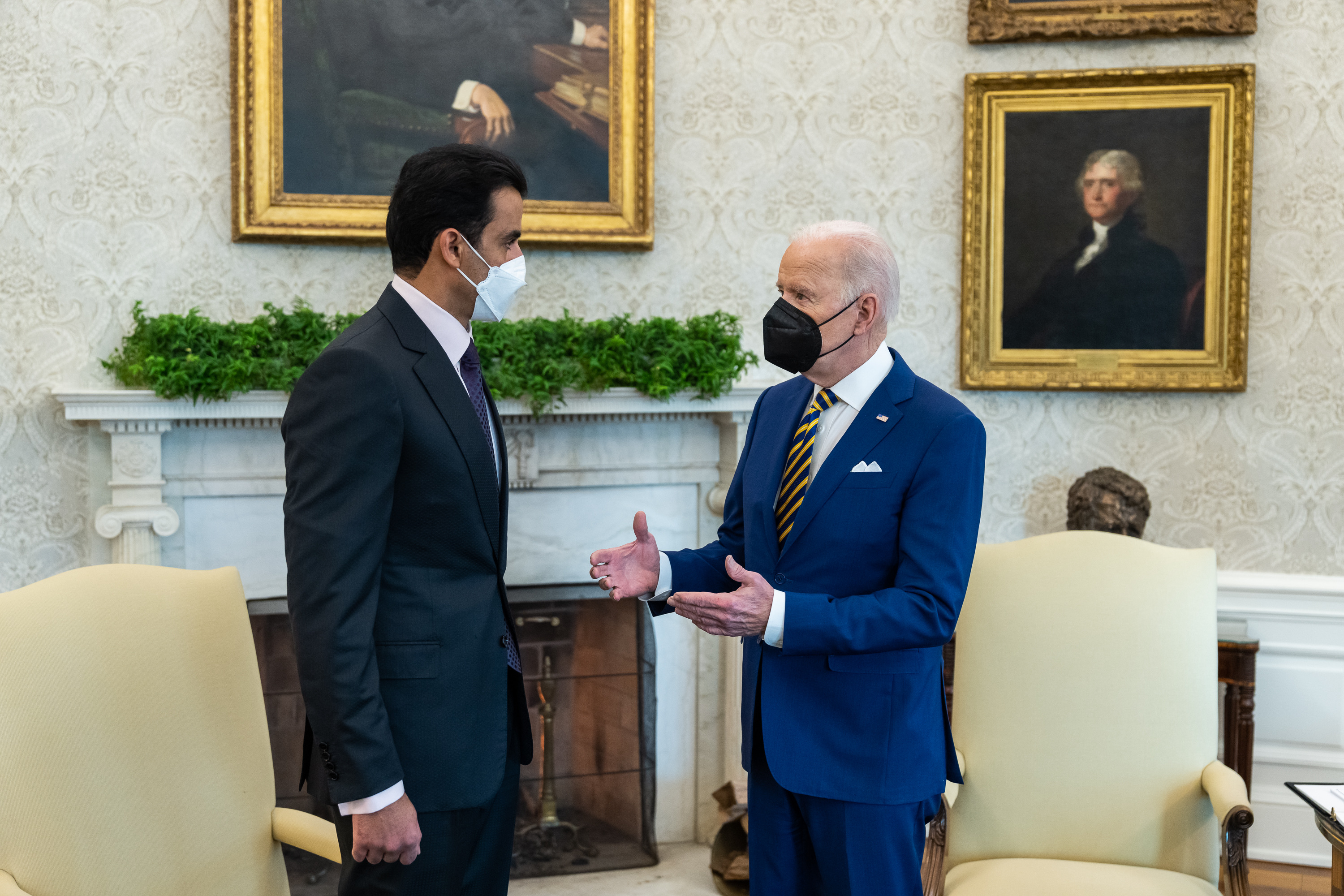
امیر تمیم بن حمد آل ثانی به همراه جو بایدن رئیس‌جمهور ایالات متحدهٔ آمریکا در ژانویهٔ ۲۰۲۲

وجههٔ بین‌المللی و نقش فعال قطر در امور بین‌الملل، برخی از تحلیلگران را بر آن داشته تا آن را به عنوان یک قدرت متوسط معرفی کنند. قطر یکی از اعضای اولیهٔ اوپک، یکی از اعضای بنیانگذار شورای همکاری خلیج فارس، و عضو اتحادیهٔ عرب است. نمایندگی‌های دیپلماتیک قطر در پایتخت این کشور، دوحه مستقر هستند.
روابط منطقه‌ای و سیاست خارجی قطر با استراتژی ایجاد توازن و اتحاد بین قدرت‌های منطقه‌ای و بزرگ مشخص می‌شود. این کشور سیاست خارجی مستقل خود را حفظ می‌کند و برای حفظ اولویت‌های استراتژیک خود و به رسمیت شناختن در سطح منطقه‌ای و بین‌المللی، درگیر توازن منطقه‌ای می‌شود. قطر به عنوان یک کشور کوچک در خلیج فارس، سیاست خارجی «درهای باز» را اتخاذ کرده که در آن قطر با همهٔ طرف‌ها و بازیگران منطقه‌ای در منطقه، از جمله با سازمان‌هایی مانند طالبان و حماس پیوند دارد.
قطر روابطی قوی با چین، ایران، ترکیه، و ایالات متحده آمریکا و همچنین تعدادی از جنبش‌های اسلام‌گرا در خاورمیانه مانند اخوان‌المسلمین دارد.

#### سیاست درهای باز

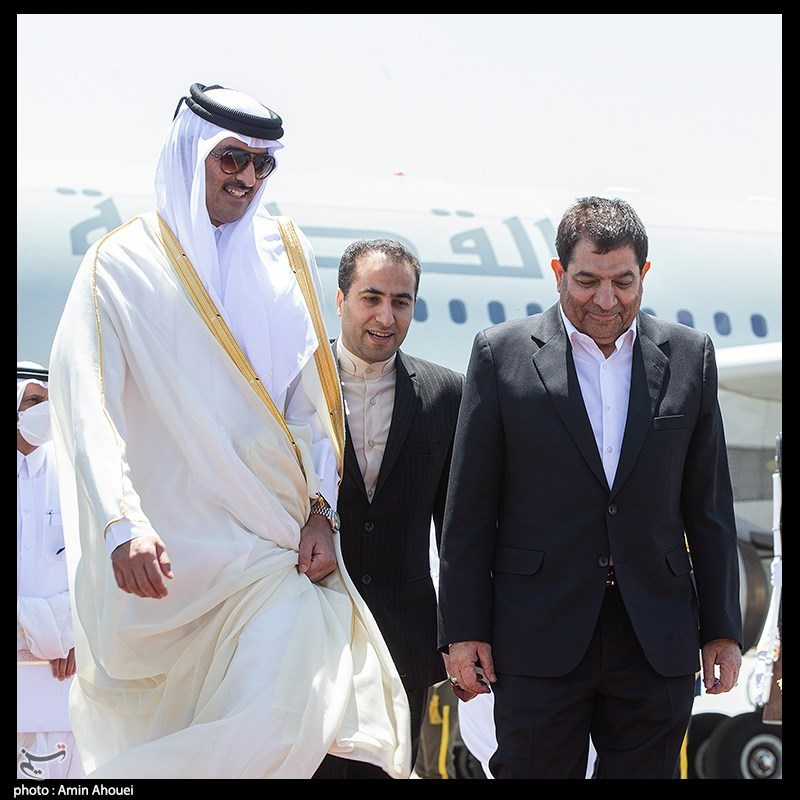
استقبال محمد مخبر از تمیم بن حمد آل ثانیر(امیر قطر) در فرودگاه بین‌المللی مهرآباد

قطر به‌طور تاریخی پیرو سیاست درهای باز بوده که باعث قدرت و نفوذ آن شده‌است. این سیاست با فراهم‌سازی «قدرت ظریف» به این کشور امکان می‌دهد که گروه‌ها و کشورها با منافع متضاد را در یک جا گرد هم آورد و از عوامل و پدیده‌هایی که به ظاهر در عرض یکدیگر قرار دارند برای تولید و گسترش نفوذش در جامعهٔ بین‌الملل بهره‌برداری کند.
قطر از یکسو میزبان دفتر نمایندگی طالبان است و همزمان بزرگ‌ترین پایگاه نظامی آمریکا در منطقهٔ خلیج فارس را در خاک خود دارد. در حین حمایت از گروه‌های اسلامگرای مخالف بشار اسد، روابط نسبتاً نزدیکی با ایران و حزب‌الله لبنان دارد و در همین حال روابط گسترده‌ای با عربستان و مصر دارد و در آنِ واحد به مخالفان سیاسی این حکومت‌ها پناه می‌دهد. از حماس حمایت می‌کند و همزمان با اسرائیل روابط سیاسی-امنیتی پنهانی دارد. همین سیاست درهای باز و قدرت و نفوذ حاصل از آن باعث حسادت و عصبانیت همسایگان سنتی‌تر قطر مانند عربستان و امارات شده‌است.

#### بحران دیپلماتیک ۲۰۱۷
در ۵ ژوئن سال ۲۰۱۷ عربستان سعودی، امارات متحدهٔ عربی، بحرین، و مصر ارتباط دیپلماتیک خود را با قطر قطع کردند. این واقعه به بهانهٔ حمایت قطر از افراطی‌گری و تروریسم رخ داد. این بحران باعث تشدید مناقشه بر سر حمایت قطر از اخوان‌المسلمین شد که از سوی برخی کشورهای عربی یک سازمان تروریستی محسوب می‌شود.
در ادامهٔ قطع روابط دیپلماتیک، لیبی، دولت در تبعید یمن و مجمع‌الجزایر مالدیو نیز به جمع کشورهایی پیوست که روابط دیپلماتیک خود را با قطر قطع کردند. در پی این واقعه، نیروهای نظامی قطری از ائتلاف نظامی عربستان علیه یمن اخراج شد. همه بندرهای عربستان هم به روی کشتی‌های قطری، کشتی‌هایی که پرچم قطر را حمل می‌کنند و حتی کشتی‌هایی که متعلق به شرکت‌ها یا افراد حقیقی قطری هستند بسته شدند. امارات متحدهٔ عربی نیز ورود کشتی‌های قطری را به بندر فجیره ممنوع کرد. همچنین عربستان دفتر محلی شبکهٔ الجزیره را که متعلق به حکومت قطر است تعطیل و مجوز آن را لغو کرد. امارات هم شبکهٔ بین اسپورت، متعلق به الجزیره را تعطیل کرد. محدودیت‌ها از قطع رابطه با قطر فراتر رفته و شهروندان عربستان، مصر، بحرین، امارات، لیبی و یمن از سفر، زندگی یا عبور از مرزهای قطر منع شدند.
این بحران دیپلماتیک در ژانویهٔ ۲۰۲۱ با امضای تفاهم‌نامه‌ای پایان یافت.

### ارتش

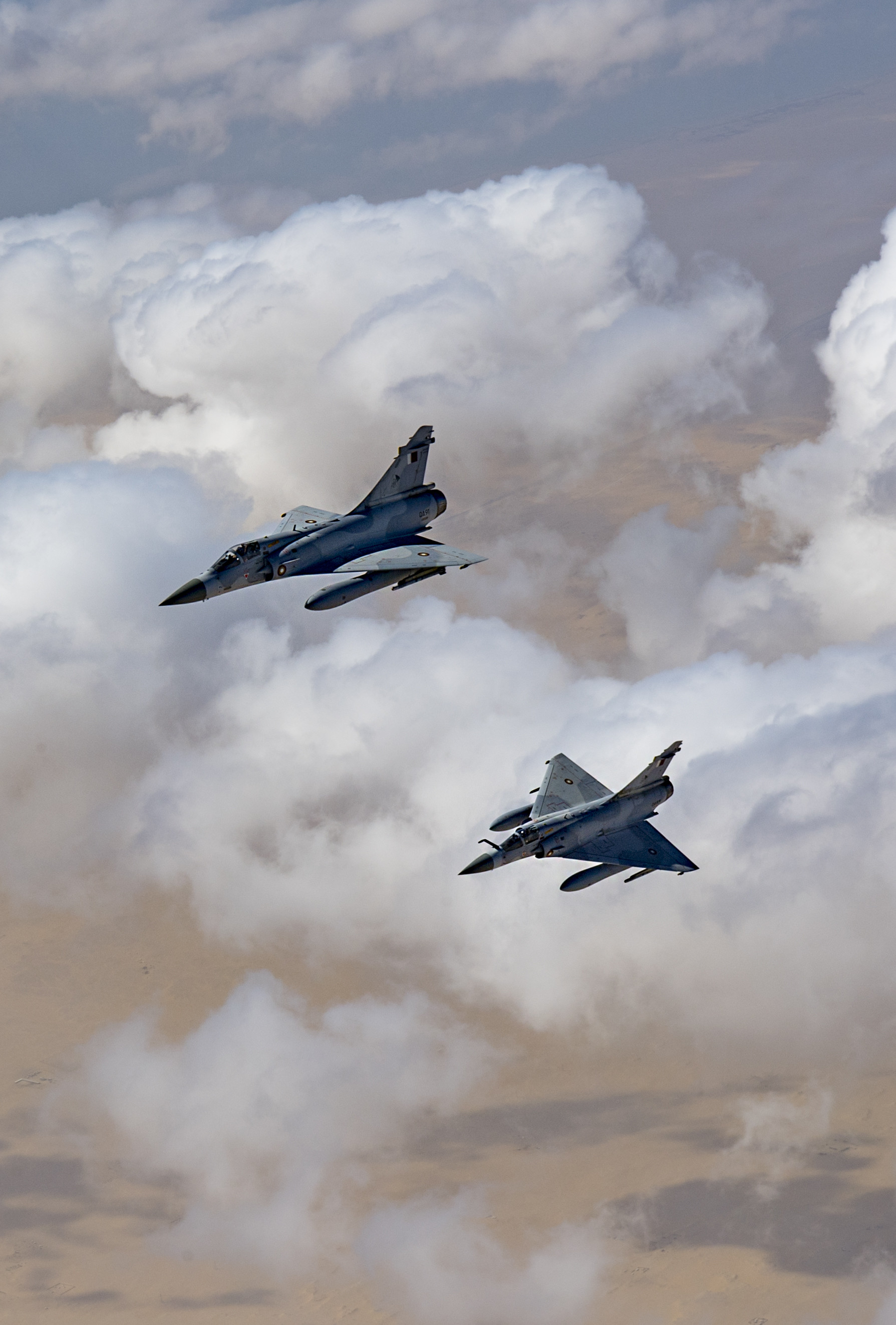
دو فروند داسو میراژ-۲۰۰۰ قطری در حال پرواز در خلال یک تمرین نظامی

نیروهای مسلح قطر نیروهای نظامی این کشور را تشکیل می‌دهند. قطر دارای یک نیروی نظامی متشکل از ۱۱٫۸۰۰ نفر است که شامل نیروی زمینی (۸۵۰۰)، نیروی دریایی (۱۸۰۰) و نیروی هوایی (۱۵۰۰) می‌شود. مخارج دفاعی قطر در سال ۱۹۹۳ تقریباً ۴٫۲ درصد از تولید ناخالص ملی و ۱٫۵ درصد از تولید ناخالص داخلی را در سال ۲۰۱۰ تشکیل می‌داد که آخرین سال موجود در پایگاه دادهٔ آماری SIPRI است. قطر اخیراً در سال ۱۹۹۴ با ایالات متحدهٔ آمریکا و بریتانیا و همچنین با فرانسه پیمان‌های دفاعی امضا کرده‌است. پنج عضو دیگر عربستان سعودی، کویت، بحرین، امارات و عمان هستند. وجود پایگاه هوایی العدید که توسط ایالات متحده و چندین کشور دیگر سازمان ملل اداره می‌شود، منبع تضمین شده‌ای از دفاع و امنیت ملی را فراهم می‌کند. در سال ۲۰۰۸ قطر ۲٫۳ میلیارد دلار آمریکا را صرف هزینه‌های نظامی کرد که ۲٫۳ درصد از تولید ناخالص داخلی این کشور بود. نیروهای ویژهٔ قطر توسط فرانسه و دیگر کشورهای غربی آموزش دیده‌اند و اعتقاد بر این است که مهارت چشمگیری دارند. آنها همچنین در جریان نبرد ۲۰۱۱ طرابلس به شورشیان لیبی کمک کردند.
SIPRI دریافت که در سال‌های ۲۰۱۰–۲۰۱۴ قطر چهل و ششمین واردکنندهٔ بزرگ سلاح در جهان بود. SIPRI می‌نویسد که برنامه‌های قطر برای دگرگونی و گسترش چشمگیر نیروهای مسلح خود سرعت گرفته‌است. سفارش‌ها در سال ۲۰۱۳ برای ۶۲ تانک و ۲۴ اسلحهٔ خودکششی از آلمان در سال ۲۰۱۴ با تعدادی قرارداد دیگر از جمله ۲۴ هلیکوپتر جنگی و ۳ هواپیمای آواکس از ایالات متحده دنبال شد. ۲ فروند تانکر نیز از اسپانیا خریداری شد. بر اساس گزارش SIPRI، در سال ۲۰۱۵، قطر شانزدهمین واردکنندهٔ بزرگ تسلیحات در جهان بود و در سال ۲۰۱۶، یازدهمین واردکنندهٔ بزرگ سلاح در جهان محسوب می‌شد
ارتش قطر در مداخله نظامی در یمن به رهبری عربستان سعودی علیه شیعیان حوثی شرکت کرد. در سال ۲۰۱۵، الجزیرهٔ آمریکا گزارش داد: «گزارش‌های متعدد حاکی از آن است که ائتلاف تحت رهبری عربستان سعودی علیه گروه‌های مخالف در یمن، برخلاف قوانین بین‌المللی، به غیرنظامیان حمله کرده و از بمب‌های خوشه‌ای در مناطق پرجمعیت غیرنظامی استفاده کرده‌است». بسیاری از غیرنظامیان کشته شدند و بخش بزرگی از زیرساخت‌های این منطقه در حال حاضر ویران شده‌است. بیمارستان‌ها نیز توسط سعودی‌ها و کسانی که با آنها کار می‌کنند بمباران شده‌اند. قطر به دلیل بحران دیپلماتیک سال ۲۰۱۷ از ائتلاف در یمن کنار گذاشته شد.

### حقوق بشر

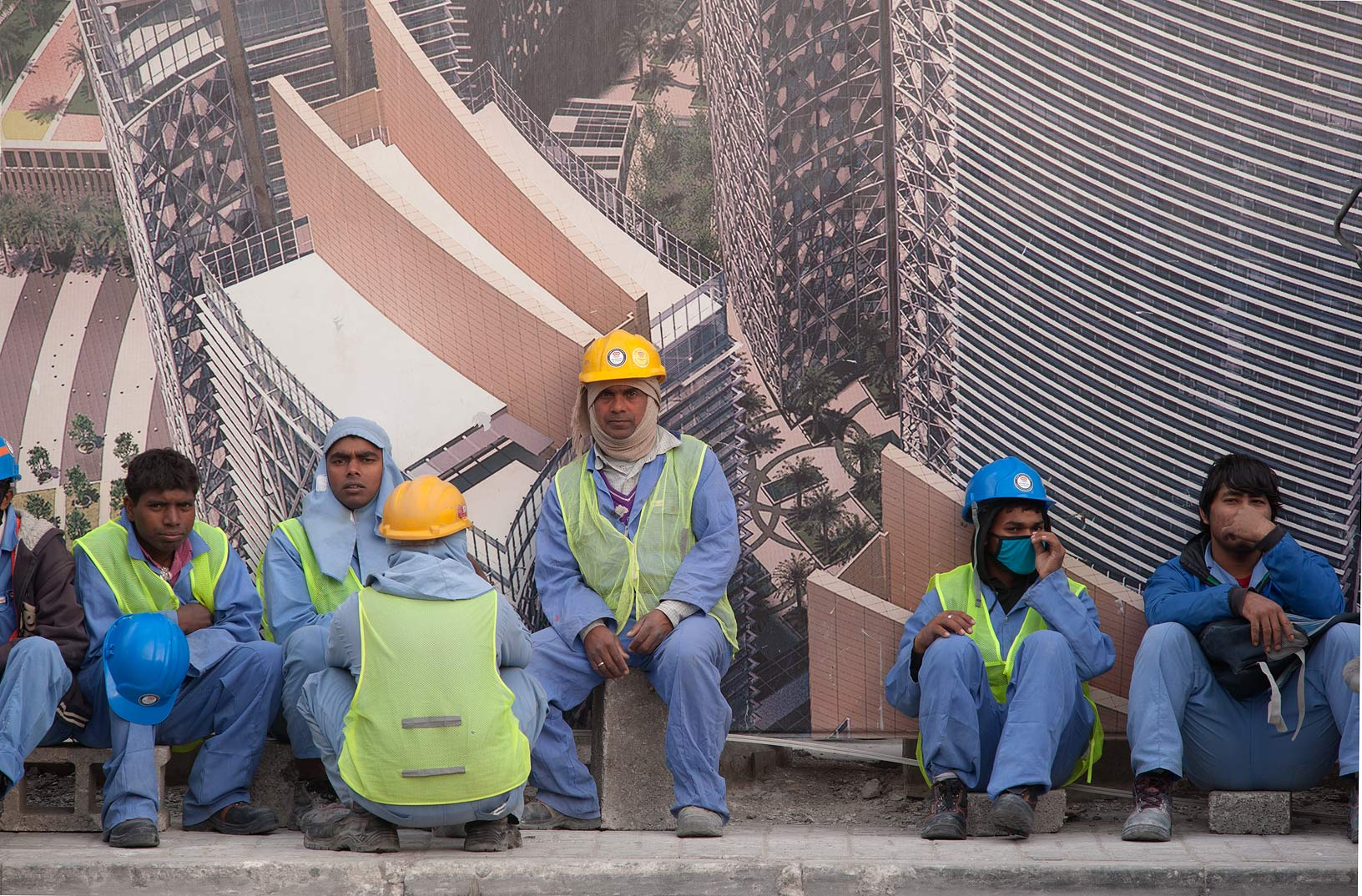
کارگران مهاجر در دوحه

برخی مفاد قانون جزایی قطر مجازات‌هایی مانند شلاق‌زنی و سنگسار را به عنوان مجازات کیفری مجاز می‌دانند. کنوانسیون ملل متحد علیه شکنجه دریافت که این اعمال به منزلهٔ نقض تعهدات اعمال‌شده توسط این کنوانسیون است. قطر مجازات اعدام را به ویژه برای تهدیدات علیه امنیت ملی مانند تروریسم حفظ کرده‌است. استفاده از مجازات اعدام نادر است و از سال ۲۰۰۳ تاکنون هیچ‌گونه اعدامی در قطر انجام نشده‌است. در قطر، اعمال همجنس‌گرایانه غیرقانونی است و می‌تواند مجازات اعدام داشته باشد.
گزارش سال ۲۰۱۱ توسط وزارت امور خارجهٔ آمریکا به این نتیجه رسید که برخی کارگران خارجی از کشورهای آسیایی و بخش‌هایی از آفریقا که به‌عنوان کارگران غیرماهر یا کارگران خانگی به‌طور داوطلبانه به قطر مهاجرت کردند با شرایط بندگی غیرارادی مواجهه هستند. برخی از رایج‌ترین موارد نقض حقوق کار عبارتند از: ضرب و شتم، عدم پرداخت حقوق، دریافت مطالبه از کارگران برای مزایایی که کارفرما مسئول آن است، محدودیت‌های آزادی رفت و آمد (مانند مصادرهٔ گذرنامه، اسناد مسافرتی، یا مجوز خروج)، بازداشت خودسرانه، تهدید به اقدام قانونی و تجاوز جنسی. بسیاری از کارگران مهاجری که برای کار به قطر می‌آیند، هزینه‌های گزافی به استخدام‌کنندگان در کشورهای خود پرداخته‌اند.
این کشور همزمان با مردان در زمان انتخابات شورای مرکزی شهرداری در سال ۱۹۹۹ به زنان نیز حق رأی اعطا کرد. این انتخابات - نخستین بار در قطر - عمداً در ۸ مارس ۱۹۹۹، روز جهانی زنان برگزار شد.
در سال ۲۰۲۱ جامعهٔ بین‌المللی بهائیان با انتشار گزارشی اعلام کرد که طی سال‌های گذشته دولت قطر به صورت سیستماتیک بهائیان را در لیست سیاه خود قرار داده و از این کشور اخراج می‌کند. نمایندهٔ جامعهٔ بین‌المللی بهائیان در سازمان ملل این قبیل اقدام‌ها را به پاکسازی مذهبی تشبیه کرده و گفته‌است که ادامهٔ این سیاست می‌تواند طی چند سال به از بین بردن کل جامعهٔ بهایی در قطر منجر شود.

## تقسیمات کشوری

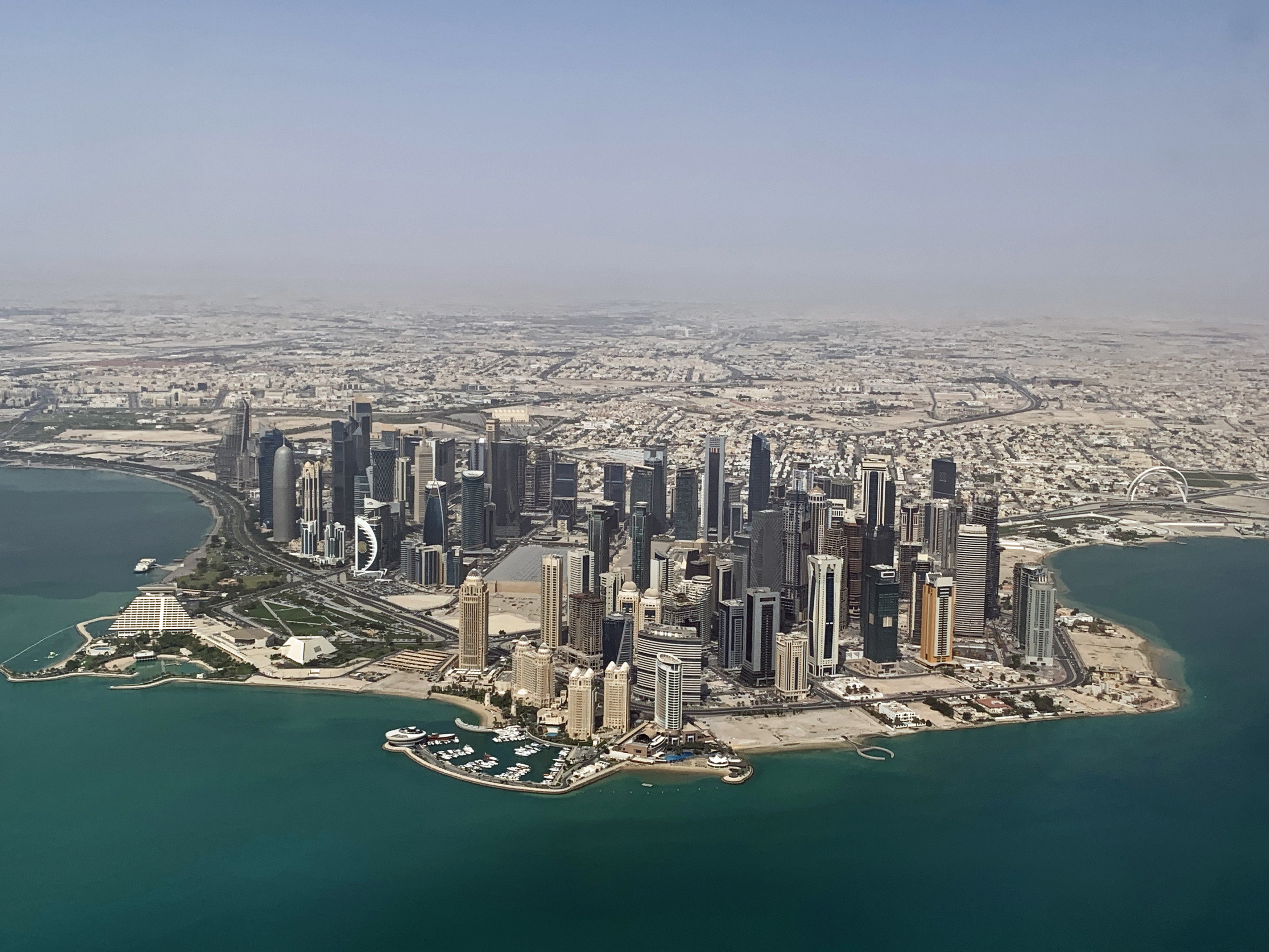
دوحه پرجمعیت‌ترین شهر قطر است

از سال ۲۰۱۴، قطر به هشت شهرداری (به عربی: بلدیه) تقسیم شده‌است.
| کلید | شهرداری  | به عربی  | جمعیت ۲۰۲۴) | مساحت (کیلومتر مربع) | مساحت (مایل مربع) |
| ---- | -------- | -------- | ----------- | -------------------- | ----------------- |
| ۱    | الشمال   | الشمال   | ۹٬۷۹۰       | ۸۵۹٫۸                | ۳۳۱٫۹             |
| ۲    | الخور    | الخور    | ۲۱۰٬۴۵۶     | ۱٬۶۱۳٫۳              | ۶۲۲٫۸             |
| ۳    | الشحانیه | الشحانیة | ۱۸۷٬۵۷۱     | ۳٬۳۰۹٫۰              | ۱٬۲۷۷٫۶           |
| ۴    | ام صلال  | أم صلال  | ۱۰۰٬۶۷۵     | ۳۱۸٫۴                | ۱۲۲٫۹             |
| ۵    | الضعاین  | الضعاین  | ۵۴٬۳۳۹      | ۲۹۰٫۲                | ۱۱۲٫۰             |
| ۶    | دوحه     | الدوحة   | ۹۸۰٬۵۶۷     | ۲۰۲٫۷                | ۷۸٫۳              |
| ۷    | الریان   | الریان   | ۷۵۰٬۵۶۸     | ۲٬۴۵۰                | ۹۴۶٫۰             |
| ۸    | الوکره   | الوکرة   | ۳۰۵٬۵۸۹     | ۲٬۵۷۷٫۷              | ۹۹۵٫۲             |
|      | دولت قطر | دولة قطر | ۲/۸۹۰/۸۶۹   | ۱۱٬۶۲۱٫۱             | ۴٬۴۸۶٫۷           |

شهرداری‌های قطر در سال ۲۰۱۴

برای مقاصد آماری، شهرداری‌ها به ۹۸ منطقه تقسیم شده‌اند، که هر یک از آنها نیز به بلوک‌هایی تقسیم می‌شوند.

## جغرافیا
شبه‌جزیرهٔ قطر از شمال شرق عربستان به طول ۱۶۰ کیلومتر (۱۰۰ مایل) به داخل خلیج فارس گسترده شده‌است. قطر میان مدار ۲۴ درجه و ۲۷ درجهٔ شمالی و طول‌های جغرافیایی ۵۰ درجه و  ۵۲ درجهٔ شرقی جای گرفته‌است. خاک این کشور مسطح بوده و از یک صحرای خشک ماسه‌ای و شنی تشکیل شده‌است. در جنوب خاوری خاک قطر خلیج فارس از طریق باریکه‌ای وارد خاک شبه‌جزیره شده و یک دریای داخلی را پدیدآورده که خور العُدَید نامیده می‌شود. پیرامون این خور را تپه‌ماهورهایی از شن‌های روان دربر گرفته‌است.
بلندترین نقطهٔ قطر «قُرَین ابوالبول» است به ۱۰۳ متر (۳۳۸ فوت) که در جبل دُخان (کوه دود) قرار دارد. جبل دخان رشته‌ای از برون‌زدهای کم‌ارتفاع از جنس سنگ آهک در غرب قطر است. جبل دخان از شمال به جنوب امتداد دارد و از زیکریت از طریق ام باب تا مرز جنوبی قطر ادامه می‌یابد. میدان‌های اصلی نفت داخل خشکی قطر در منطقهٔ جبل دخان واقع شده اما میدان‌های گاز طبیعی این کشور در آب‌های شمال غرب شبه‌جزیره قرار دارند.

### تنوع زیستی و محیط زیست
قطر در ۱۱ ژوئن ۱۹۹۲ کنوانسیون تنوع زیستی را امضا کرد و در ۲۱ اوت ۱۹۹۶ به عضویت این کنوانسیون درآمد. متعاقباً یک راهبرد و برنامهٔ اقدام ملی تنوع زیستی تهیه کرد که در ۱۸ مه ۲۰۰۵ توسط کنوانسیون دریافت شد. در مجموع ۱۴۲ گونهٔ قارچی در قطر ثبت شده‌است.
با توجه به پایگاه دادهٔ انتشار گازهای گلخانه‌ای، میانگین تولید کربن دی‌اکسید برای هر فرد در قطر بیش از ۳۰ تن است که یکی از بالاترین‌ها در جهان محسوب می‌شود. قطری‌ها با مصرف حدود ۴۰۰ لیتر آب، یکی از بالاترین مصرف‌کنندگان سرانهٔ آب در روز در جهان هستند.
در سال ۲۰۰۸ قطر چشم‌انداز ملی ۲۰۳۰ خود را راه‌اندازی کرد که توسعهٔ زیست‌محیطی را به عنوان یکی از چهار هدف اصلی قطر در دو دههٔ آینده برجسته می‌کند. چشم‌انداز ملی متعهد به ایجاد جایگزین‌های پایدار برای انرژی مبتنی بر نفت برای حفظ محیط زیست محلی و جهانی است.

### آب‌وهوا
| داده‌های اقلیم قطر                                                              | داده‌های اقلیم قطر | داده‌های اقلیم قطر | داده‌های اقلیم قطر | داده‌های اقلیم قطر | داده‌های اقلیم قطر | داده‌های اقلیم قطر | داده‌های اقلیم قطر | داده‌های اقلیم قطر | داده‌های اقلیم قطر | داده‌های اقلیم قطر | داده‌های اقلیم قطر | داده‌های اقلیم قطر | داده‌های اقلیم قطر |
| ماه                                                                            | ژانویه            | فوریه             | مارس              | آوریل             | مه                | ژوئن              | ژوئیه             | اوت               | سپتامبر           | اکتبر             | نوامبر            | دسامبر            | سال               |
| ------------------------------------------------------------------------------ | ----------------- | ----------------- | ----------------- | ----------------- | ----------------- | ----------------- | ----------------- | ----------------- | ----------------- | ----------------- | ----------------- | ----------------- | ----------------- |
| میانگین بیش‌ترین °C (°F)                                                        | ۲۲ (۷۲)           | ۲۳ (۷۳)           | ۲۷ (۸۱)           | ۳۳ (۹۱)           | ۳۹ (۱۰۲)          | ۴۲ (۱۰۸)          | ۴۲ (۱۰۸)          | ۴۲ (۱۰۸)          | ۳۹ (۱۰۲)          | ۳۵ (۹۵)           | ۳۰ (۸۶)           | ۲۵ (۷۷)           | ۳۳٫۳ (۹۱٫۹)       |
| میانگین کم‌ترین °C (°F)                                                         | ۱۴ (۵۷)           | ۱۵ (۵۹)           | ۱۷ (۶۳)           | ۲۱ (۷۰)           | ۲۷ (۸۱)           | ۲۹ (۸۴)           | ۳۱ (۸۸)           | ۳۱ (۸۸)           | ۲۹ (۸۴)           | ۲۵ (۷۷)           | ۲۱ (۷۰)           | ۱۶ (۶۱)           | ۲۳ (۷۳٫۵)         |
| بارندگی میلی‌متر (اینچ)                                                         | ۱۲٫۷ (۰٫۵)        | ۱۷٫۸ (۰٫۷)        | ۱۵٫۲ (۰٫۶)        | ۷٫۶ (۰٫۳)         | ۲٫۵ (۰٫۱)         | ۰ (۰)             | ۰ (۰)             | ۰ (۰)             | ۰ (۰)             | ۰ (۰)             | ۲٫۵ (۰٫۱)         | ۱۲٫۷ (۰٫۵)        | ۷۱ (۲٫۸)          |
| منبع: http://us.worldweatheronline.com/doha-weather-averages/ad-dawhah/qa.aspx |                   |                   |                   |                   |                   |                   |                   |                   |                   |                   |                   |                   |                   |

| داده‌های آب‌وهوای دریایی برای دوحه | داده‌های آب‌وهوای دریایی برای دوحه | داده‌های آب‌وهوای دریایی برای دوحه | داده‌های آب‌وهوای دریایی برای دوحه | داده‌های آب‌وهوای دریایی برای دوحه | داده‌های آب‌وهوای دریایی برای دوحه | داده‌های آب‌وهوای دریایی برای دوحه | داده‌های آب‌وهوای دریایی برای دوحه | داده‌های آب‌وهوای دریایی برای دوحه | داده‌های آب‌وهوای دریایی برای دوحه | داده‌های آب‌وهوای دریایی برای دوحه | داده‌های آب‌وهوای دریایی برای دوحه | داده‌های آب‌وهوای دریایی برای دوحه | داده‌های آب‌وهوای دریایی برای دوحه |
| ماه                              | ژانویه                           | فوریه                            | مارس                             | آپریل                            | می                               | ژوئن                             | ژوئیه                            | اوت                              | سپتامبر                          | اکتبر                            | نوامبر                           | دسامبر                           | سال                              |
| -------------------------------- | -------------------------------- | -------------------------------- | -------------------------------- | -------------------------------- | -------------------------------- | -------------------------------- | -------------------------------- | -------------------------------- | -------------------------------- | -------------------------------- | -------------------------------- | -------------------------------- | -------------------------------- |
| میانگین دمای دریا °C (°F)        | ۲۱٫۰ (۶۹٫۸)                      | ۱۹٫۴ (۶۶٫۹)                      | ۲۰٫۹ (۶۹٫۶)                      | ۲۳٫۳ (۷۳٫۹)                      | ۲۷٫۸ (۸۲)                        | ۳۰٫۵ (۸۶٫۹)                      | ۳۲٫۴ (۹۰٫۳)                      | ۳۳٫۶ (۹۲٫۵)                      | ۳۲٫۸ (۹۱)                        | ۳۰٫۸ (۸۷٫۴)                      | ۲۷٫۵ (۸۱٫۵)                      | ۲۳٫۵ (۷۴٫۳)                      | ۲۶٫۹ (۸۰٫۵)                      |
| منبع:                            |                                  |                                  |                                  |                                  |                                  |                                  |                                  |                                  |                                  |                                  |                                  |                                  |                                  |

## اقتصاد
پیش از کشف نفت، اقتصاد کشور قطر بر ماهیگیری و صید مروارید متمرکز بود. گزارشی که توسط فرمانداران محلی امپراتوری عثمانی در سال ۱۸۹۲ تهیه شد بیان می‌کند که کل درآمد حاصل از شکار مروارید در سال ۱۸۹۲ حدود ۲٬۴۵۰٬۰۰۰ قران بود. پس از معرفی مروارید پرورشی ژاپنی به بازارهای جهانی در دهه‌های ۱۹۲۰ و ۱۹۳۰ صنعت مرواریدسازی قطر سقوط کرد. نفت در قطر در سال ۱۹۴۰ در میدان دخان کشف شد. این کشف اقتصاد کشور را متحول کرد. اکنون این کشور استاندارد زندگی بالایی برای شهروندان خود دارد و یکی از کشورهایی است که بدون مالیات بر درآمد، کمترین نرخ مالیات را در جهان دارد. نرخ بیکاری در ژوئن ۲۰۱۳ حدود ۰٫۱ درصد بود. قانون شرکت‌ها مقرر می‌دارد که اتباع قطر باید ۵۱ درصد از سرمایه‌گذاری‌های موجود در کشور را در اختیار داشته باشند. تجارت و صنعت در کشور تحت نظارت وزارت بازرگانی و تجارت است.
بر اساس گزارش صندوق بین‌المللی پول در سال ۲۰۲۰ قطر بر پایهٔ سرانهٔ تولید ناخالص داخلی سومین کشور برتر در جهان بود. این کشور برای رشد اقتصاد خود به شدت به نیروی کار خارجی متکی است، تا جایی که کارگران مهاجر ۸۶ درصد جمعیت و ۹۴ درصد نیروی کار کشور را تشکیل می‌دهند. با این حال قطر بارها مورد انتقاد کنفدراسیون بین‌المللی اتحادیه‌های کارگری قرار گرفته‌است. رشد اقتصادی قطر تقریباً منحصراً مبتنی بر صنایع نفت و گاز طبیعی آن بوده‌است که در سال ۱۹۴۰ آغاز شد. قطر بزرگ‌ترین صادرکنندهٔ گاز طبیعی مایع است. در سال ۲۰۱۲، تخمین زده شد که قطر در ۱۰ سال آینده بیش از ۱۲۰ میلیارد دلار در بخش انرژی سرمایه‌گذاری کند. این کشور عضو سازمان کشورهای صادرکنندهٔ نفت (اوپک) بود که در سال ۱۹۶۱ به آن پیوست اما در ژانویهٔ ۲۰۱۹ آن را ترک کرد. همزمان دولت قطر تلاش زیادی برای رشد بخش غیرنفتی دارد.
در سال ۲۰۱۲ قطر برای سومین بار متوالی عنوان ثروتمندترین کشور جهان (برپایه درآمد سرانه) را حفظ کرد و برای نخستین بار در سال ۲۰۱۰ از لوکزامبورگ پیشی گرفت. بر اساس مطالعهٔ منتشرشده توسط موسسهٔ مالی بین‌المللی مستقر در واشینگتن، تولید ناخالص داخلی سرانهٔ قطر بر اساس برابری قدرت خرید (PPP) ۱۰۶٫۰۰۰ دلار (۳۸۷٫۰۰۰ ریال قطر) در سال ۲۰۱۲ بود که به این کشور کمک کرد تا رتبهٔ خود را به عنوان ثروتمندترین کشور جهان حفظ کند. لوکزامبورگ با نزدیک به ۸۰٫۰۰۰ دلار و سنگاپور با درآمد سرانهٔ حدود ۶۱٫۰۰۰ دلار در رتبهٔ دوم قرار گرفتند. این تحقیق تولید ناخالص داخلی قطر را ۱۸۲ میلیارد دلار در سال ۲۰۱۲ نشان داد و گفت که به دلیل افزایش صادرات گاز و قیمت بالای نفت به بالاترین حد خود رسیده‌است. جمعیت آن در سال ۲۰۱۲ به ۱٫۸ میلیون نفر رسید. همان مطالعه ابراز کرد که سازمان سرمایه‌گذاری قطر (QIA) با دارایی ۱۱۵ میلیارد دلار در رتبهٔ دوازدهم در میان ثروتمندترین صندوق‌های سرمایه‌گذاری مستقل در جهان قرار دارد.

دفتر بانک مرکزی قطر در دوحه

سازمان سرمایه‌گذاری قطر که در سال ۲۰۰۵ تأسیس شد صندوق ثروت دولتی و متخصص در سرمایه‌گذاری خارجی است. به دلیل میلیاردها دلار مازاد صنعت نفت و گاز، دولت قطر سرمایه‌گذاری‌هایی را در ایالات متحدهٔ آمریکا، اروپا و آسیا-اقیانوسیه انجام داده‌است. تا تاریخ ۲۰۱۳ دارایی‌های قطر ۱۰۰ میلیارد دلار بود. سازمان سرمایه‌گذاری قطر بازوی سرمایه‌گذاری بین‌المللی این کشور است و از سال ۲۰۰۹، این سازمان ۳۰ تا ۴۰ میلیارد دلار در سال از دولت دریافت کرده‌است. قطر تا تاریخ ۲۰۱۴، سرمایه‌گذاری‌هایی در سرتاسر جهان در ولنتینو، زیمنس، پرنتان، هرودز، برج شارد، دارد. بارکلیز، فرودگاه هیترو لندن، باشگاه فوتبال پاری سن-ژرمن، گروه فولکس‌واگن، شل پی‌ال‌سی، بنک آو آمریکا، تیفانی، بانک کشاورزی چین، سینزبوریز، بلک‌بری، و سانتاندر برزیل انجام داده‌است.
این کشور به غیر از شرکت‌ها از هیچ شخص یا نهادی مالیات نمی‌گیرد. اما مقامات برنامه‌هایی را برای وضع مالیات بر غذاهای ناسالم و اقلام لوکس اعلام کرده‌اند. این مالیات بر کالاهایی مانند فست فود، محصولات تنباکو، و نوشابه اعمال می‌شود که به بدن انسان آسیب می‌رسانند. گمان می‌رود که اعمال این مالیات‌های اولیه به دلیل کاهش قیمت نفت و کسری است که کشور در سال ۲۰۱۶ با آن مواجه شد.

### گردشگری

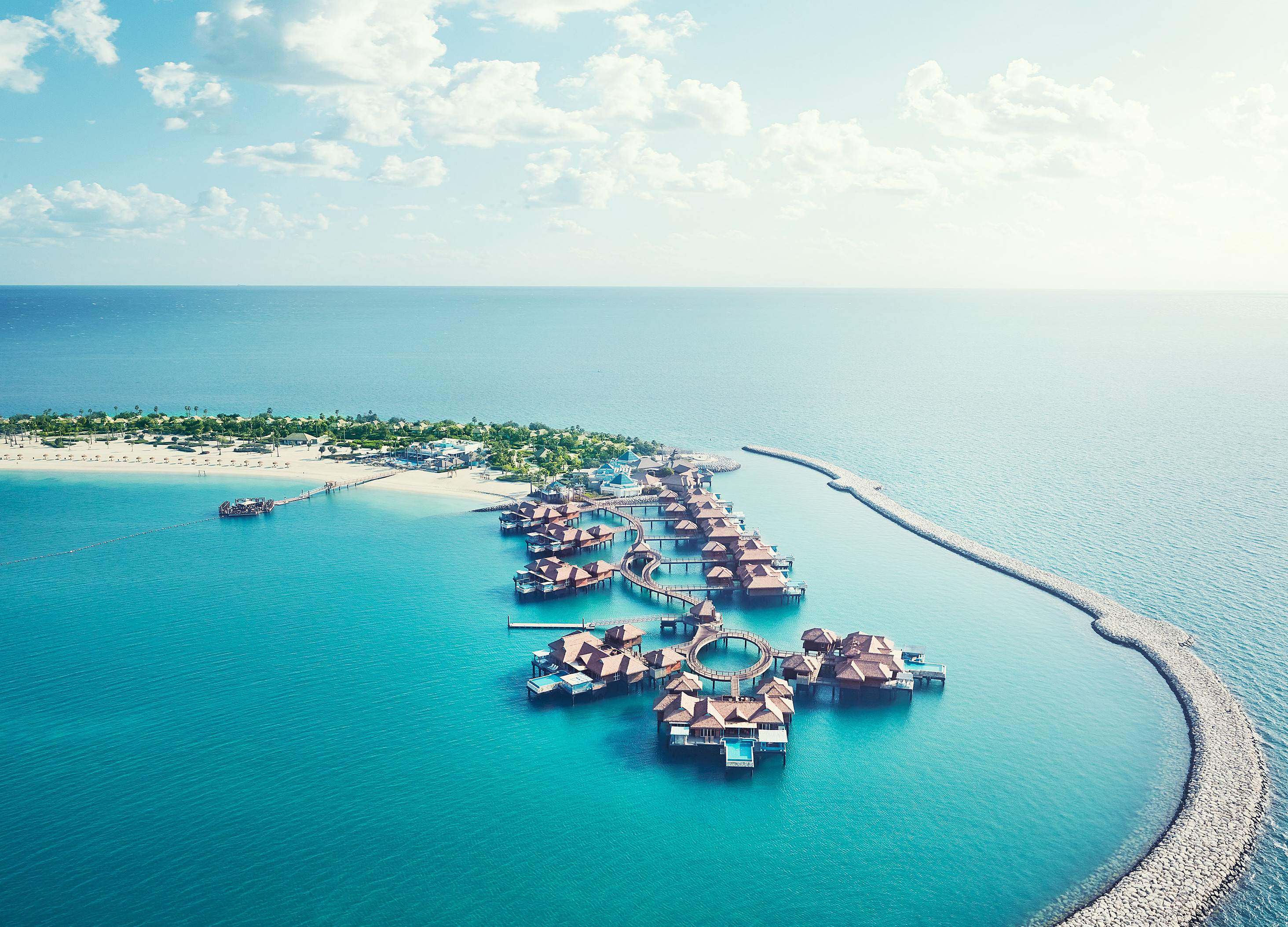
استراحتگاه توریستی در جزیرهٔ موز در قطر

قطر یکی از کشورهایی است که سریع‌ترین رشد را در زمینهٔ گردشگری دارد. بر اساس رتبه‌بندی گردشگری جهان، بیش از ۲٫۳ میلیون گردشگر بین‌المللی در سال ۲۰۱۷ از قطر بازدید کردند. قطر کوشش‌هایی در زمینهٔ تسهیل روادید انجام داده‌است از جمله اینکه اتباع ۸۸ کشور برای ورود به قطر به ویزا نیاز ندارند.

### ترابری

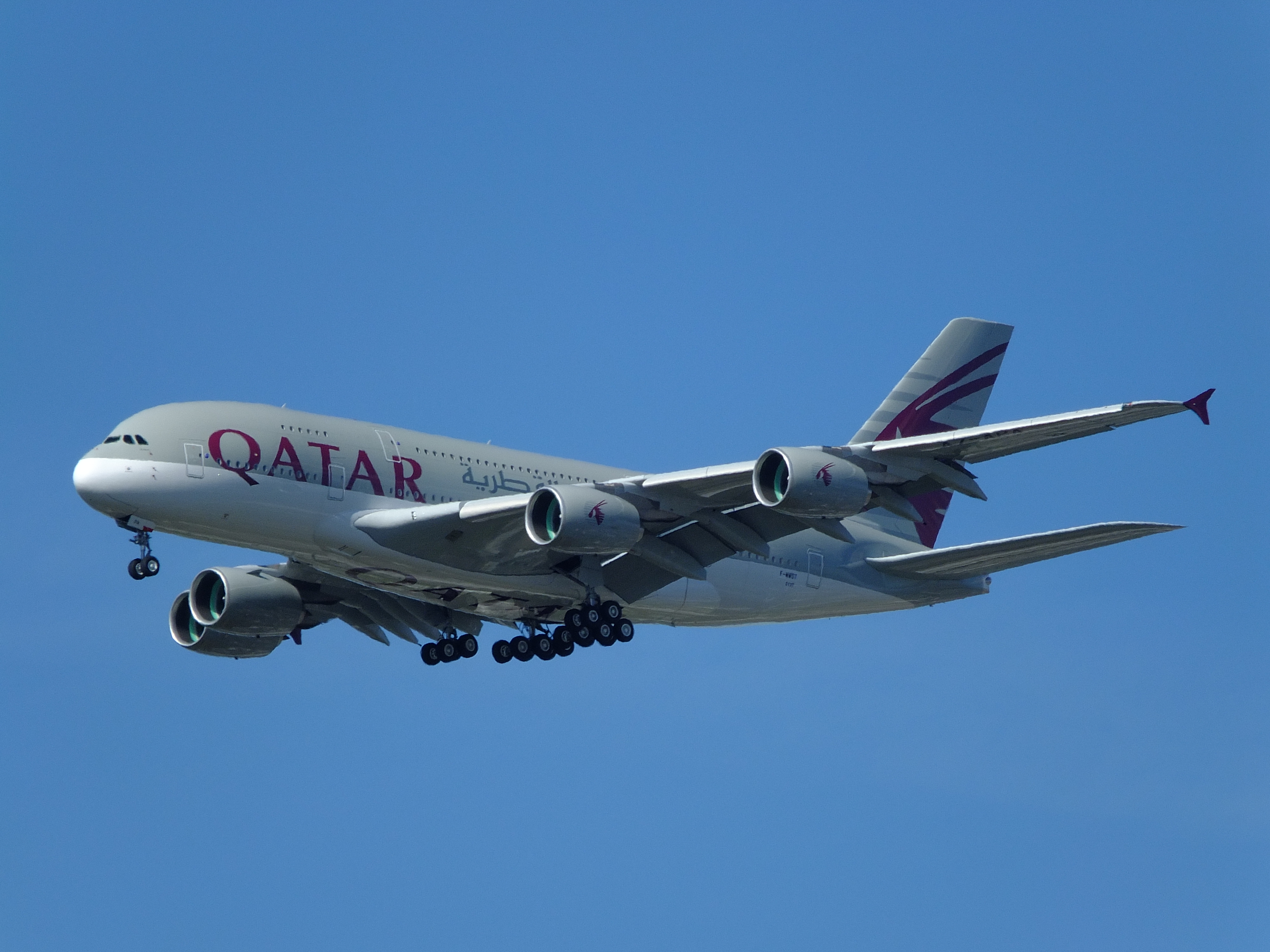
یک فروند ایرباس ای۳۸۰ متعلق به هواپیمایی قطر که یکی از بزرگ‌ترین خطوط هوایی جهان است و به بیش از ۱۵۰ مقصد بین‌المللی از دوحه پرواز انجام می‌دهد.

با رشد سریع جمعیت و رشد اقتصادی چشمگیر در دههٔ گذشته، یک شبکهٔ حمل‌ونقل قابل اعتماد و وسیع در قطر ضروری می‌نمود. تاکنون دولت که توسعه‌دهندهٔ اصلی حمل‌ونقل است از نظر پاسخگویی به تقاضا برای گزینه‌های جدید حمل‌ونقل خوب عمل کرده‌است.
از آنجایی که رانندگی روش اصلی ترابری در قطر است، شبکهٔ جاده‌ها تمرکز اصلی این طرح است. نکات برجستهٔ پروژه در این بخش شامل بزرگراه چند میلیارد دلاری دوحه و گذرگاه بحرین-قطر است که قطر را به بحرین و عربستان سعودی متصل می‌کند.
گزینه‌های حمل‌ونقل انبوه، مانند متروی دوحه، سیستم راه‌آهن سبک و شبکه‌های اتوبوس گسترده‌تر نیز برای کاهش تراکم جاده‌ها در دست توسعه هستند. علاوه بر این، سیستم راه‌آهن به‌طور چشمگیری در حال گسترش است و در نهایت می‌تواند بخشی جدایی‌ناپذیر از یک شبکهٔ سراسری کشورهای شورای همکاری خلیج فارس را تشکیل دهد که تمام کشورهای عربی خلیج فارس را به هم متصل می‌کند.
فرودگاه بین‌المللی حمد یک فرودگاه بین‌المللی در دوحه است که در سال ۲۰۱۴ جایگزین فرودگاه بین‌المللی دوحه شد و به عنوان فرودگاه اصلی کشور قطر فعالیت می‌کند. این فرودگاه در سال ۲۰۱۶ پنجاهمین فرودگاه شلوغ جهان از نظر تردد مسافران بود که به ۳۷٫۲۸۳٫۹۸۷ مسافر خدمات‌رسانی کرد.
قطر به‌طور فزاینده‌ای لجستیک و بنادر خود را برای مشارکت در تجارت بین اروپا و چین یا آفریقا فعال می‌کند. برای این منظور بنادری مانند بندر حمد به سرعت در حال گسترش و سرمایه‌گذاری بر روی فناوری آنها است. این کشور از لحاظ تاریخی و در حال حاضر، بخشی از جادهٔ ابریشم دریایی بوده‌است. بندر حمد بندر اصلی قطر است که در جنوب دوحه در منطقهٔ ام الحول واقع شده‌است. ساخت بندر در سال ۲۰۱۰ آغاز شد و در دسامبر ۲۰۱۶ به بهره‌برداری رسید.این بندر توانایی جابجایی ۷٫۸ میلیون تُن محصول در سال را دارد و بخش عمدهٔ تجارتی که از طریق این بندر انجام می‌شود را مواد غذایی و مصالح ساختمانی تشکیل می‌دهند. در سواحل شمالی، بندر راس لفان قرار دارد که گسترده‌ترین تأسیسات صادرات گاز مایع در جهان است.
هواپیمایی قطر یکی از بزرگ‌ترین خطوط هوایی در جهان است که در شش قاره خدمات‌رسانی می‌کند و هر روز بیش از ۱۶۰ مقصد را به یکدیگر متصل می‌کند. علاوه بر این، به دلیل عملکرد فوق‌العاده‌اش، برندهٔ بهترین شرت هواپیمایی سال در سال‌های ۲۰۱۱، ۲۰۱۲، ۲۰۱۵، ۲۰۱۷ و ۲۰۱۹ شده‌است و بیش از ۴۶٫۰۰۰ متخصص را به کار می‌گیرد.

### امنیت غذایی
از سال ۲۰۱۷ با آغاز بحران دیپلماتیک قطر و همه‌گیری کرونا در ادامه آن، قطر به افزایش تولید مواد خوراکی روی آورد. به‌طوریکه تا سال ۲۰۲۲ تولید محصولات کشاورزی در قطر تقریباً دو برابر شد. در سال ۲۰۲۲ قطر در میان همه کشورهای خاورمیانه و شمال آفریقا بالاترین درجه خودکفایی را در تولید مواد خوراکی دارد به گونه‌ای که در شاخص امنیت غذایی جهان (GFSI) قطر در میان ۱۱۳ کشور جهان در رده ۲۴ جای گرفت.

## مردم
جمعیت در قطر بسته به فصل، به‌طور چشمگیری در نوسان است، زیرا این کشور به شدت به نیروی کار مهاجر متکی است. در اوایل سال ۲۰۱۷، کل جمعیت قطر ۲٫۶ میلیون نفر بود که خارجی‌ها اکثریت مطلق جمعیت قطر را تشکیل می‌دادند. تنها ۳۱۳٫۰۰۰ نفر از جمعیت (۱۲ درصد) شهروند قطر بودند، درحالیکه ۲٫۳ میلیون (۸۸ درصد) باقی مانده را مهاجران تشکیل می‌داند.
مجموع افراد از جنوب آسیا (از کشورهای شبه‌قاره هند از جمله سری‌لانکا) به تنهایی بیش از ۱٫۵ میلیون نفر (۶۰٪) از جمعیت قطر را نشان می‌دهند. در این میان، هندیان بزرگ‌ترین اجتماع در قطر هستند که تعداد آنها در سال ۲۰۱۷ به ۶۵۰٫۰۰۰ نفر می‌رسید. پس از آن ۳۵۰٬۰۰۰ نپالی، ۲۸۰٬۰۰۰ بنگلادشی، ۱۴۵٬۰۰۰ سری‌لانکایی و ۱۲۵٬۰۰۰ پاکستانی در قطر حضور داشتند. گروه مهاجرانی که اصالتاً اهل آسیای جنوبی نیستند، حدود ۲۸ درصد از جمعیت قطر را تشکیل می‌دهند، که بزرگ‌ترین گروه ۲۶۰٫۰۰۰ نفر فیلیپینی و ۲۰۰٫۰۰۰ مصری هستند، به علاوه بسیاری از ملیت‌های دیگر (از جمله اتباع سایر کشورهای عربی، اروپایی و غیره نیز در قطر سکونت دارند.

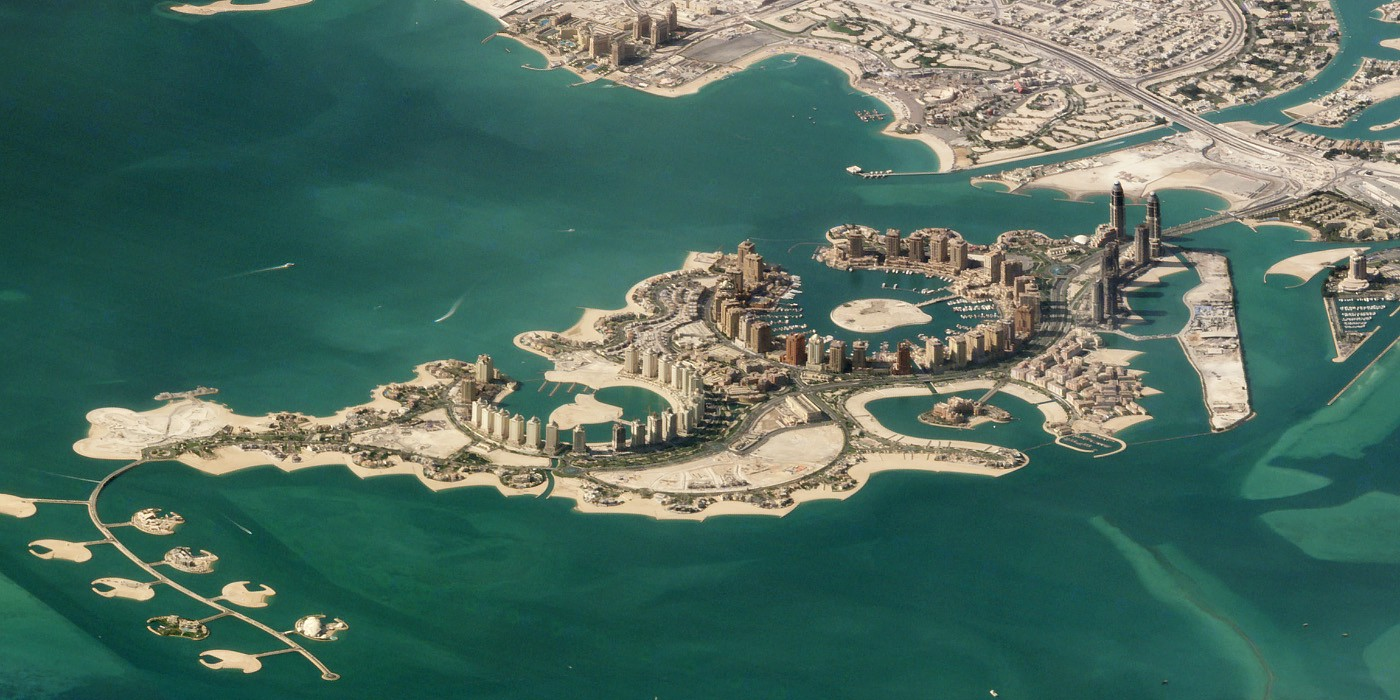
ساختمان‌های مسکونی در مروارید

نخستین ثبت جمعیتی قطر به سال ۱۸۹۲ بازمی‌گردد و توسط فرمانداران عثمانی در منطقه انجام شد. بر اساس این سرشماری که فقط ساکنان شهرها را شامل می‌شد، کل جمعیت در سال ۱۸۹۲ میلادی ۹٫۸۳۰ نفر بوده‌است.
سرشماری سال ۲۰۱۰ کل جمعیت را ۱٫۶۹۹٫۴۳۵ نفر ثبت کرد. در ژانویهٔ ۲۰۱۳، ادارهٔ آمار قطر جمعیت این کشور را ۱٫۹۰۳٫۴۴۷ نفر تخمین زد که از این تعداد ۱٫۴۰۵٫۱۶۴ مرد و ۴۹۸٫۲۸۳ زن بودند. در زمان نخستین سرشماری که در سال ۱۹۷۰ انجام شد، جمعیت آن ۱۱۱٫۱۳۳ نفر بود.جمعیت در دههٔ منتهی به سال ۲۰۱۱ سه برابر شده‌است که از ۶۰۰٫۰۰۰ نفر در سال ۲۰۰۱ افزایش یافته‌است و اتباع قطر کمتر از ۱۵ درصد از کل جمعیت را تشکیل می‌دهند. هجوم کارگران مرد تعادل جنسیتی را به هم ریخته‌است و زنان اکنون تنها یک چهارم جمعیت را تشکیل می‌دهند.

### دین

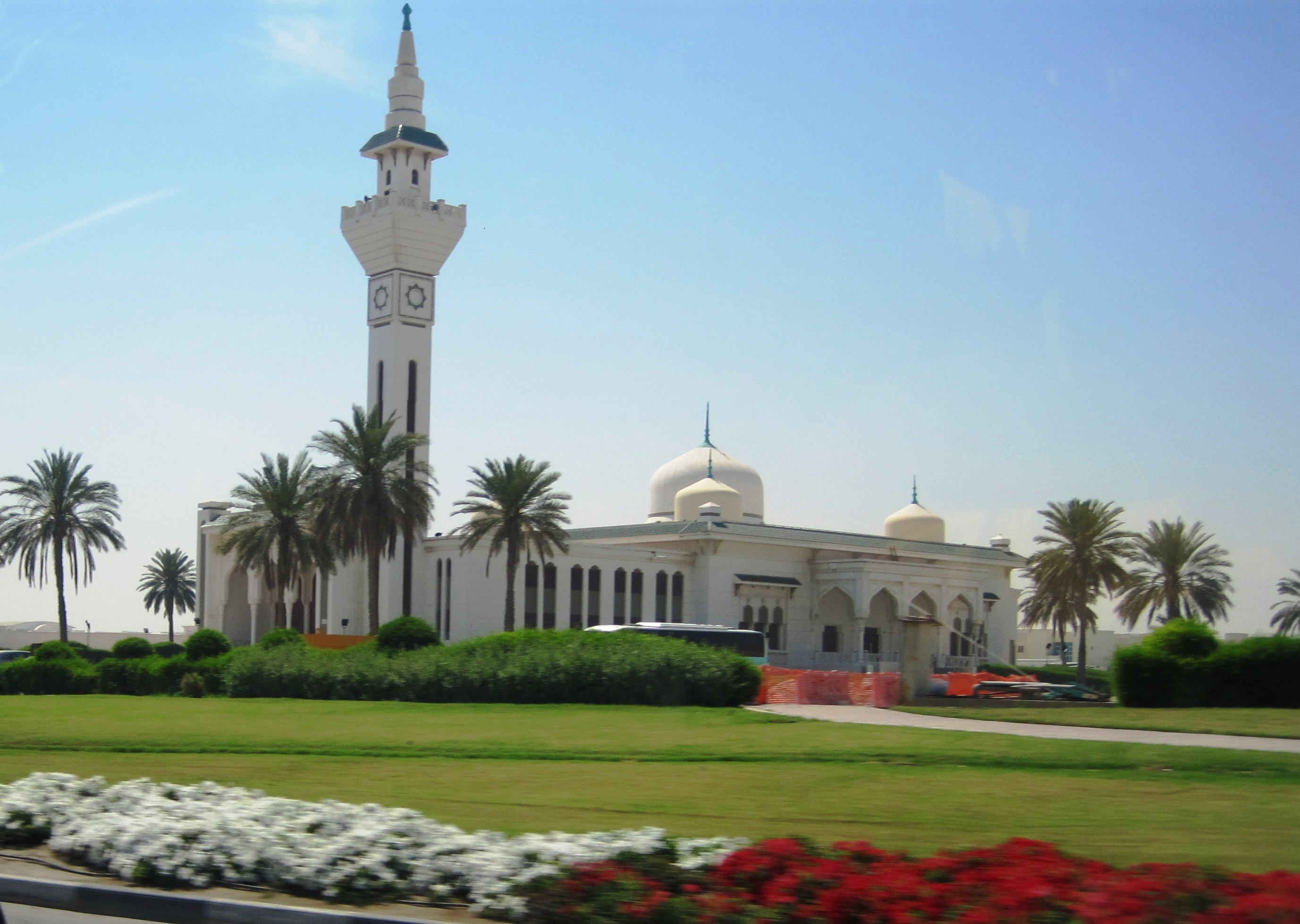
مسجدی در قطر

اسلام دین غالب قطر و دین رسمی در این کشور است. بیشتر شهروندان قطری پیرو حنبلی هستند و پیروان شافعی و حنفی نیز در بین آنها دیده می‌شود که اکثرا شهروندان یا مقیمان ایرانی تبار و از اقوام لارستانی (اچمی) و بلوچ هستند.  حدود ۵ درصد از مهاجران در قطر نیز پیرو شیعه هستند. در سال ۲۰۱۰ جمعیت قطر ۶۷٫۷٪ مسلمان (شهروند و مهاجر)، ۱۳٫۸٪ مسیحی (مهاجر) ۱۳٫۸٪ هندو (مهاجر)، ۳٫۱٪ آیین بودایی (مهاجر) بوده‌است. سایر ادیان و افراد غیر مذهبی ۱٫۶ درصد (مهاجر) باقی‌مانده را تشکیل می‌دهند. احکام اسلام منبع اصلی قانون اساسی قطر است.
چشم‌انداز وزارت اوقاف و امور اسلامی «ساخت جامعهٔ اسلامی معاصر همراه با پرورش احکام اسلام و میراث فرهنگی است».
جمعیت غیر مسلمان تقریباً به‌طور کامل از خارجی‌ها تشکیل شده‌است. تمامی ادیان‌ها (غیر از اسلام) در قطر مجاز به ساختن عبادتگاهایشان نیستند به غیر از مسیحیان که از سال ۲۰۰۸، مسیحیان مجاز به ساختن کلیسا بر روی زمین اهدایی دولت هستند، اگرچه فعالیت مبلغان خارجی رسماً منع شده‌است. کلیساهای فعال عبارتند از کلیسای مار توما، کلیسای ارتدکس سوری مالانکارا، کلیسای کاتولیک بانوی تسبیح و کلیسای انگلیکان اپیفانی.

### زبان
عربی زبان رسمی قطر با گویش محلی عربی خلیجی است و زبان اشارهٔ قطری زبان جامعهٔ ناشنوایان است. انگلیسی معمولاً به عنوان زبان دوم استفاده می‌شود، و استفاده از آن به عنوان زبان میانجی در حال افزایش است، به ویژه در تجارت. گسترش انگلیسی در این کشور باعث شده که گام‌هایی برای حفظ زبان عربی در برابر گسترش انگلیسی برداشته شود. انگلیسی به‌ویژه برای ارتباط با جامعهٔ بزرگ مهاجران قطر مفید است. در جامعهٔ پزشکی و در مواردی مانند آموزش پرستاران برای کار در قطر، انگلیسی به عنوان زبان میانجی عمل می‌کند. با توجه به فرهنگ متکثر کشور، بسیاری از زبان‌های دیگر نیز صحبت می‌شوند، از جمله فارسی، لارستانی (اَچُمی)، بلوچی، براهویی، هندی، مالایی، اردو، پشتو، کانارا، تامیلی، تلوگو، نپالی، سینهالی، بنگالی، تاگالوگ، تولو و اندونزیایی.

## فرهنگ

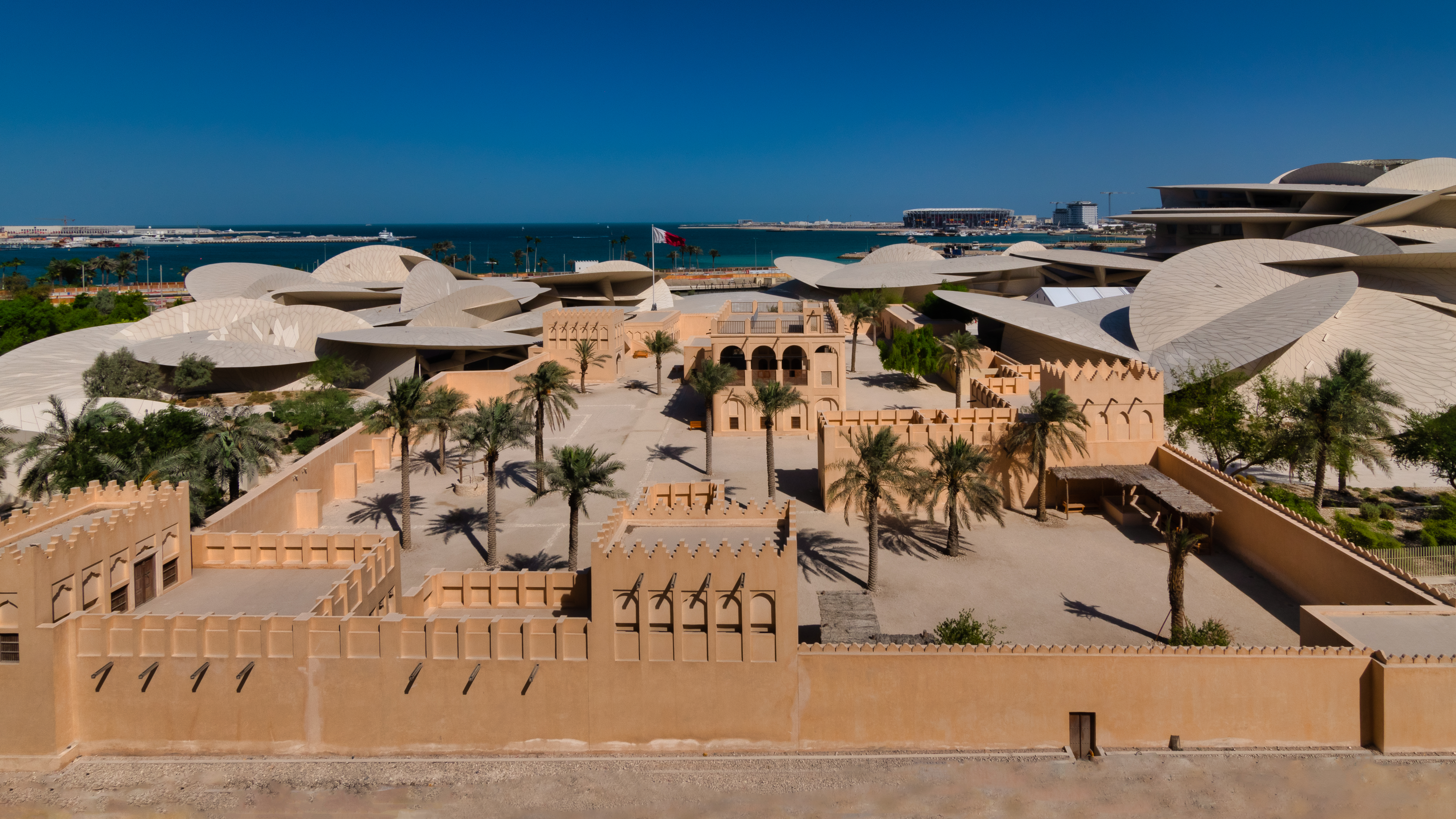
موزه ملی قطر در دوحه

فرهنگ قطر شبیه کشورهای دیگر در سرزمین بحرین است و تأثیر چشمگیری از اسلام دارد. روز ملی قطر که هر ساله در ۱۸ دسامبر میزبانی می‌شود، نقش مهمی در گسترش حس هویت ملی داشته‌است.

### موزه‌ها و هنر

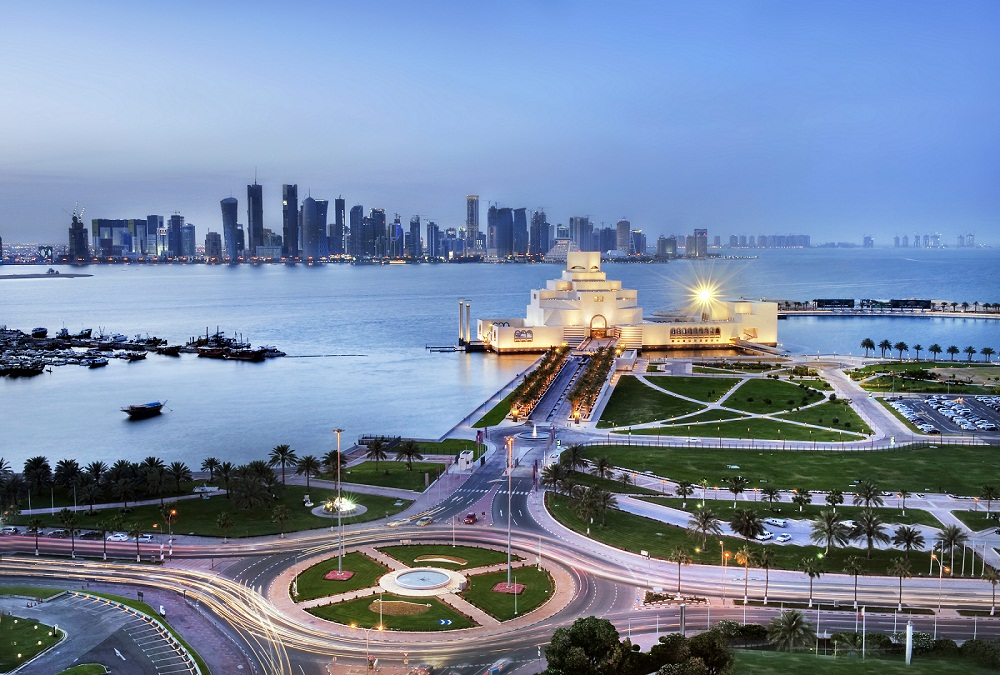
موزهٔ هنر اسلامی در دوحه

چند تن از اعضای ارشد خانوادهٔ آل ثانی حاکم قطر از مجموعه‌داران برجستهٔ هنر اسلامی و معاصر هستند.
موزهٔ هنر اسلامی که در سال ۲۰۰۸ افتتاح شد به عنوان یکی از بهترین موزه‌های منطقه شناخته می‌شود. این موزه و چندین موزهٔ قطری دیگر، مانند موزهٔ هنر مدرن عرب، تحت نظارت مرجع موزه‌های قطر است که توسط میاسه بنت حمد بن خلیفه آل ثانی خواهر امیر قطر اداره می‌شود.
قطر از نظر ارزش، بزرگ‌ترین خریدار بازار هنر در جهان است. بخش فرهنگی قطر در حال توسعه است که منابع مالی آن عمدتاً از صنعت گاز تأمین می‌شود.
موزه ملی قطر در ۲۸ مارس ۲۰۱۹ برای عموم باز شد.

### ادبیات
ریشه ادبیات قطر به سده نوزدهم بازمی‌گردد. در اصل، شعر رایج‌ترین شکل بیان ادبی در میان قطری‌ها بود. عبدالجلیل الطباطبایی و محمد بن عبدالله بن عثیمین، دو شاعری که قدمتشان به اوایل سده نوزدهم بازمی‌گردد، نخستین مجموعهٔ شعر مکتوب قطر را سرودند. بعدها که قطر سود حاصل از صادرات نفت را در اواسط سده بیستم به دست آورد و بسیاری از قطری‌ها سنت‌های بادیه‌نشینی خود را کنار گذاشتند و به دنبال سبک‌های زندگی شهری رفتند، شعر نیز رو به افول رفت.
با توجه به افزایش تعداد قطری‌هایی که در طول دههٔ ۱۹۵۰ تحصیلات آموزشی دریافت کردند و سایر تغییرات اجتماعی مهم، دههٔ ۱۹۷۰ شاهد معرفی نخستین مجموعهٔ داستان کوتاه بود و در سال ۱۹۹۳ نخستین آثار محلی تألیفی رمان نیز منتشر شد. شعر، به ویژه شکل غالب نبطی تا حدی اهمیت خود را حفظ کرد، اما به زودی تحت‌الشعاع دیگر انواع ادبی قرار گرفت. برخلاف بسیاری از اشکال دیگر هنر در جامعهٔ قطر، زنان در جنبش ادبیات مدرن با وسعتی مشابه مردان درگیر شده‌اند.

### رسانه
در گزارش سال ۲۰۱۴ آزادی مطبوعات توسط خانهٔ آزادی، رسانه‌های قطر به‌عنوان «غیر آزاد» طبقه‌بندی شدند. پخش تلویزیونی در قطر در سال ۱۹۷۰ آغاز شد. الجزیره یک شبکهٔ تلویزیونی اصلی است که دفتر مرکزی آن در دوحه است. الجزیره در ابتدا در سال ۱۹۹۶ به عنوان یک کانال تلویزیونی خبری و ماهواره‌ای با همین نام راه‌اندازی شد، اما از آن زمان به شبکه‌ای جهانی متشکل از چندین کانال تلویزیونی تخصصی که مجموعاً به عنوان شبکه رسانه‌ای الجزیره شناخته می‌شوند، گسترش یافت.

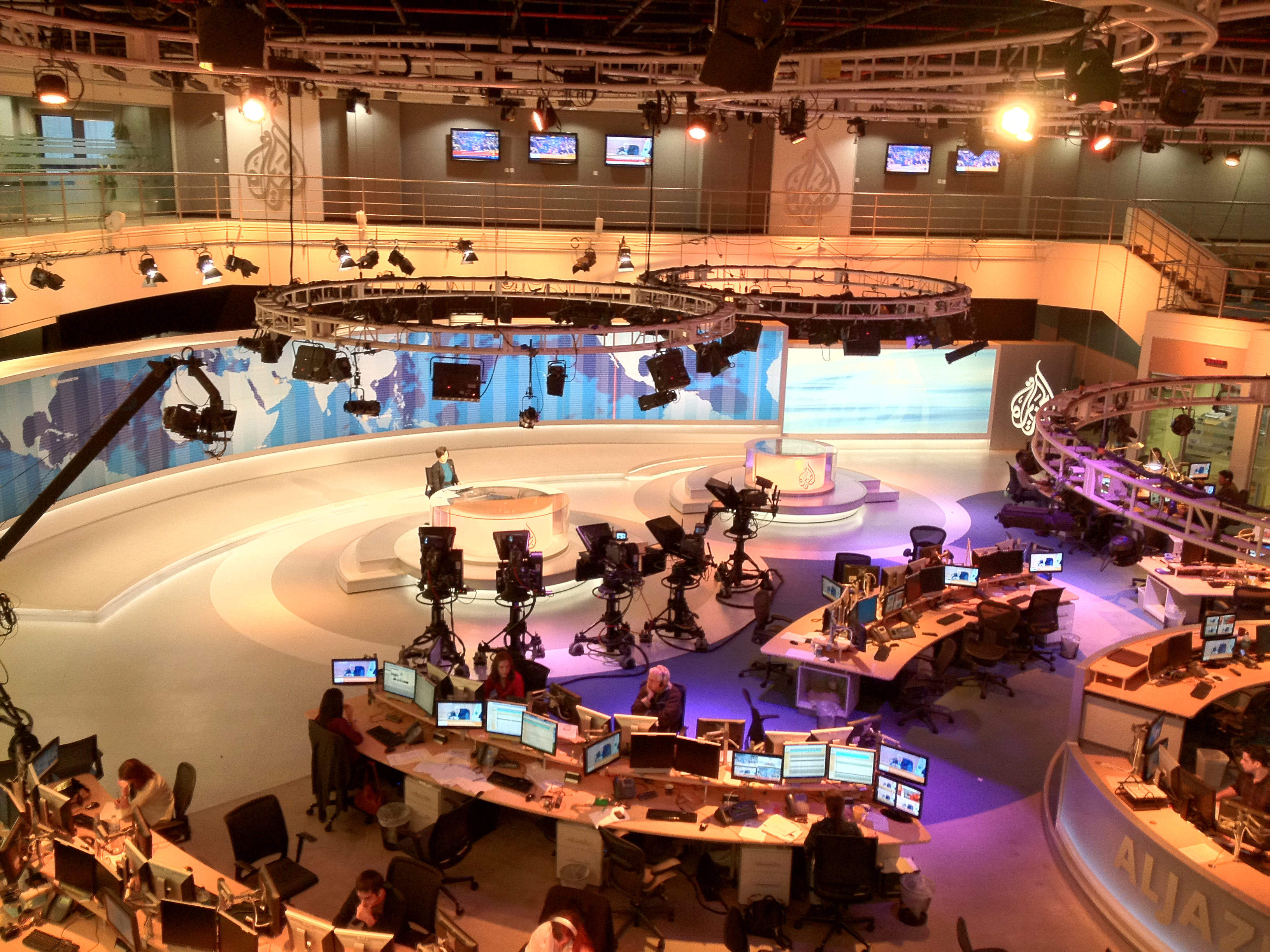
میز خبر الجزیرهٔ انگلیسی، یک کانال خبری قطری

گزارش شده‌است که روزنامه‌نگاران به‌ویژه در رابطه با دولت و خانوادهٔ حاکم قطر خودسانسوری اتخاذ می‌کنند. انتقاد از دولت، امیر و خانوادهٔ حاکم در رسانه‌ها غیرقانونی است. طبق مادهٔ ۴۶ قانون مطبوعات، امیر قطر مورد انتقاد قرار نمی‌گیرد و نمی‌توان اظهاراتی را به وی نسبت داد مگر با اجازهٔ کتبی مدیر دفتر وی. خبرنگاران نیز به دلیل توهین به اسلام تحت پیگرد قانونی قرار می‌گیرند.
در سال ۲۰۱۴ قانون پیشگیری جرایم سایبری تصویب شد. گفته می‌شود که این قانون آزادی مطبوعات را محدود می‌کند و به دلایل گسترده‌ای مانند به خطر انداختن صلح محلی یا انتشار اخبار نادرست، مجازات‌های زندان و جریمه در پی دارد. مرکز حقوق بشر خلیج فارس اعلام کرده‌است که این قانون تهدیدی برای آزادی بیان است و خواستار لغو برخی از مواد این قانون شده‌است.
رسانه‌های مطبوعاتی در سال‌های اخیر گسترش یافته‌اند. در حال حاضر هفت روزنامه در قطر وجود دارند که چهار روزنامه به زبان عربی و سه روزنامه به زبان انگلیسی منتشر می‌شوند. همچنین روزنامه‌هایی از هند، نپال و سری‌لانکا در قطر توزیع می‌شود.

### موسیقی
موسیقی قطر بر اساس شعر، آواز و رقص است. رقص‌های سنتی در دوحه بعدازظهرهای جمعه اجرا می‌شود. یکی از این رقص‌ها رقص عرضه است.

## آموزش

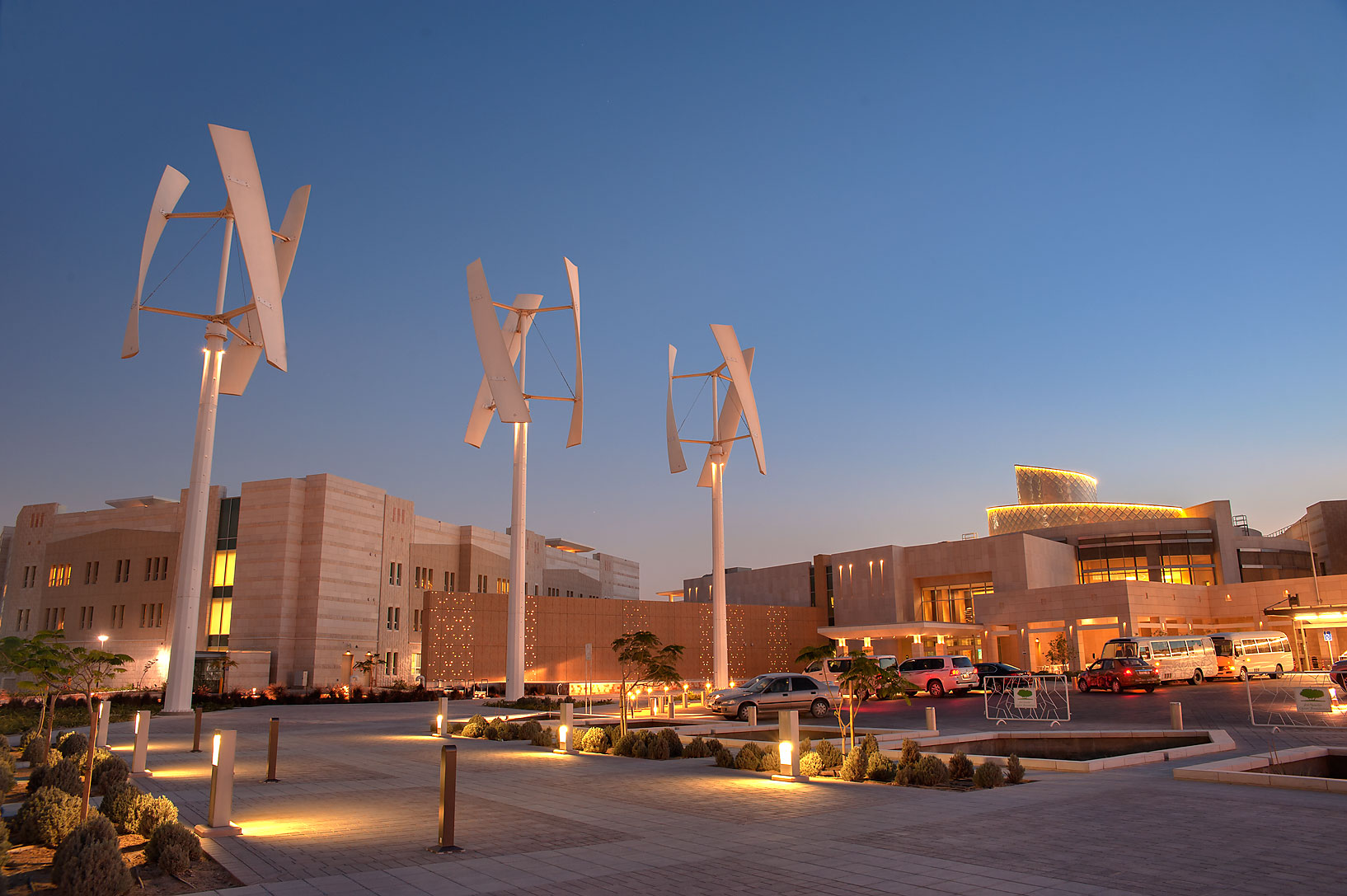
مرکز دانشجویی در شهر آموزش. شهر آموزش دارای امکانات آموزشی مختلفی از جمله پردیس‌های هشت دانشگاه بین‌المللی است.

قطر رند کورپوریشن را برای اصلاح سیستم آموزشی K-12 خود استخدام کرد. از طریق بنیاد قطر، کشور توانست شهر آموزش، پردیسی که میزبان شعبه‌های محلی کالج پزشکی وایل کرنل، دانشکده علوم کامپیوتر کارنگی ملون، دانشکده خدمات خارجی دانشگاه جورج تاون، مدرسه روزنامه‌نگاری مدیل نورث وسترن، دانشکده مهندسی تگزاس، دانشکده هنر دانشگاه مشترک المنافع ویرجینیا و سایر مؤسسات غربی است.
نرخ بی‌سوادی در قطر برای مردان ۳٫۱ درصد و برای زنان ۴٫۲ درصد در سال ۲۰۱۲ بوده‌است که کمترین میزان در جهان عرب‌زبان، اما ۸۶مین در جهان است. آموزش از کودکستان تا دبیرستان برای شهروندان قطری اجباری است. دانشگاه قطر، که در سال ۱۹۷۳ تأسیس شد قدیمی‌ترین و بزرگ‌ترین مؤسسهٔ آموزش عالی کشور است.
در نوامبر ۲۰۰۲، امیر حمد بن خلیفه آل ثانی شورای عالی آموزش را ایجاد کرد. این شورا، آموزش و پرورش را برای تمام سنین از سطح پیش‌دبستانی تا سطح دانشگاه هدایت و کنترل می‌کند. بر اساس وبومتریک، دانشگاه‌های برتر این کشور عبارتند از دانشگاه قطر (رتبهٔ ۱۸۸۱ در جهان)، دانشگاه تگزاس‌ای اند ام در قطر (۳۹۰۵) و کالج پزشکی وایل کرنل در قطر (۶۸۵۵).

### ورزش

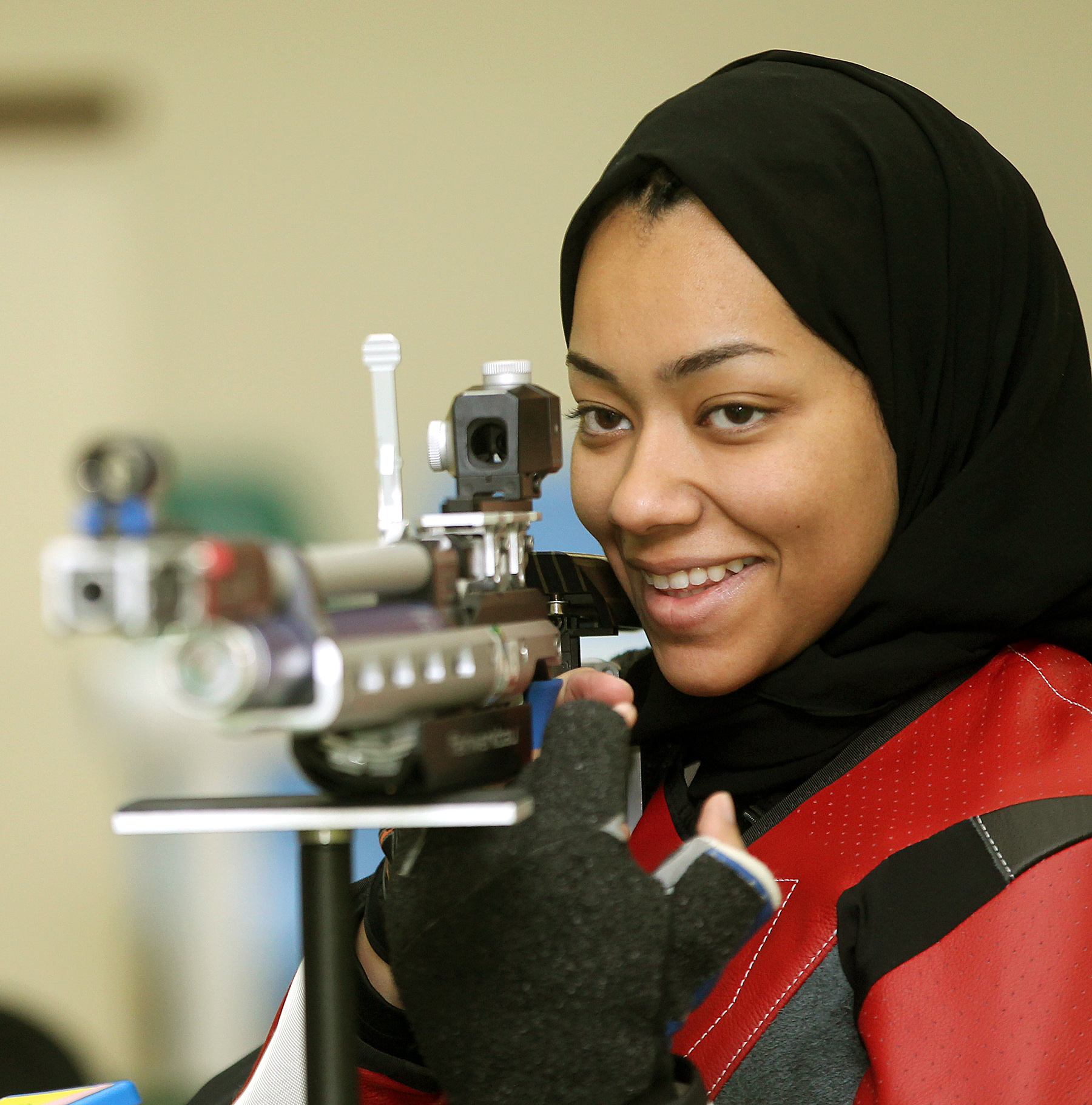
بهیه الحمد تیرانداز اهل قطر

فوتبال پرطرفدارترین ورزش قطر است، چه از نظر بازیکن و چه از نظر تماشاگر. مدت کوتاهی پس از پیوستن فدراسیون فوتبال قطر به فیفا در سال ۱۹۷۰ یکی از نخستین افتخارات بین‌المللی این کشور در سال ۱۹۸۱ به دست آمد که تیم ملی فوتبال زیر ۲۰ سال در جام جهانی فوتبال زیر ۲۰ سال پس از شکست ۴–۰ در فینال، عنوان نایب قهرمانی را بدست آورد. در سطح بزرگسالان، قطر میزبان دو دوره از مسابقات جام ملت‌های آسیا در دوره‌های ۱۹۸۸، ۲۰۱۱ و ۲۰۲۳ بوده‌است. تیم ملی فوتبال قطر برای نخستین بار در تاریخ این کشور در جام ملت‌های آسیا ۲۰۱۹ به میزبانی امارات متحدهٔ عربی، با برتری ۳–۱ مقابل تیم ملی فوتبال ژاپن قهرمان جام ملت‌های آسیا شد. آنها هر هفت بازی خود در این رقابت‌ها را بردند و در طول مسابقات تنها یک گل دریافت کردند.
در ۲ دسامبر ۲۰۱۰، قطر برندهٔ پیشنهاد میزبانی جام جهانی فوتبال ۲۰۲۲ شد. برگزارکنندگان محلی ۷ استادیوم جدید ساختند و ۱ استادیوم موجود را برای این رویداد بازسازی کردند.
اگرچه فوتبال محبوب‌ترین ورزش است، اما سایر ورزش‌های تیمی موفقیت چشمگیری را در سطح بزرگسالان تجربه کرده‌اند. در سال ۲۰۱۵ تیم ملی هندبال قطر با شکست در برابر تیم ملی هندبال فرانسه نایب قهرمان مسابقات هندبال سال ۲۰۱۵ شد.

## برای مطالعهٔ بیشتر
- Bianco, C. (2020a). The GCC monarchies: Perceptions of the Iranian threat amid shifting geopolitics. The International Spectator, 55(2), 92–107.
- Bianco, C. (2020b). A Gulf apart: How Europe can gain influence with the Gulf Cooperation Council. European Council on Foreign Relations, February 2020. Available at .
- Bianco, C. (2021). Can Europe Choreograph a Saudi-Iranian Détente? European University Institute, Robert Schuman Center for Advanced Studies, Middle East Directions. Available at: .
- Bianco, C. , & Stansfield, G. (2018). The intra-GCC crises: Mapping GCC fragmentation after 2011. International Affairs, 94(3), 613–635.
- Miniaoui, Héla, ed. Economic Development in the Gulf Cooperation Council Countries: From Rentier States to Diversified Economies. Vol. 1. Springer Nature, 2020.
- Guzansky, Y. , & Even, S. (2020). The economic crisis in the Gulf States: A challenge to the “contract” between rulers and ruled. INSS Insight No. 1327, June 1, 2020. Available at .
- Guzansky, Y. , & Marshall, Z. A. (2020). The Abraham accords: Immediate significance and long-term implications. Israel Journal of Foreign Affairs, 1–11.
- Guzansky, Y. , & Segal, E. (2020). All in the family: Leadership changes in the Gulf. INSS Insight No. 1378, August 30, 2020. Available at:
- Guzansky, Y. , & Winter, O. (2020). Apolitical Normalization: A New Approach to Jews in Arab States. INSS Insight No. 1332, June 8, 2020. Available at: .
- Tausch, Arno; Heshmati, Almas; Karoui, Hichem (2015). The political algebra of global value change. General models and implications for the Muslim world (1st ed.). New York: Nova Science. ISBN 978-1-62948-899-8. Available at:
- Tausch, Arno (2021). The Future of the Gulf Region: Value Change and Global Cycles. Gulf Studies, Volume 2, edited by Prof. Mizanur Rahman, Qatar University (1st ed.). Cham, Switzerland: Springer. ISBN 978-3-030-78298-6.
- Woertz, Eckart. "Wither the self-sufficiency illusion? Food security in Arab Gulf States and the impact of COVID-19." Food Security 12.4 (2020): 757-760.
- Zweiri, Mahjoob, Md Mizanur Rahman, and Arwa Kamal, eds. The 2017 Gulf Crisis: An Interdisciplinary Approach. Vol. 3. Springer Nature, 2020.